# 日向坂46
日向坂46（日语：／ Hinatazaka Fōtīshikkusu */?）是日本大型女子偶像團體，與乃木坂46、櫻坂46、吉本坂46同為坂道系列團體之一。團體名稱的「46」與坂道系列其他團體同樣採用英文讀作「Forty-six」，而非讀作「四十六／」。成立於2015年11月29日，時名平假名櫸坂46（／ Keyakizaka Fōtīshikkusu），當時為櫸坂46（現櫻坂46前身）旗下的附屬團體；2019年2月11日自櫸坂46獨立、並改為現名，成為坂道系列第4個系列團體。目前有29名成員，隊長為高橋未來虹。

## 概要
日向坂46是從櫸坂46（現櫻坂46前身）衍生出來、進而獨立的偶像團體。起源是2015年11月29日長濱禰留以特例加入櫸坂46時，營運單位為了給予長濱在團內適當的名份而創立的「平假名櫸坂46」；同時營運單位宣布為平假名櫸坂46招募成員，使之成為一個真正的偶像團體。其營運單位、以及成員所屬的經紀公司（包含平假名櫸坂46時代），與櫸坂46（現櫻坂46）同為日本索尼音樂旗下公司「Seed & Flower合同會社」。
平假名櫸坂46附屬於櫸坂46之下，其日語原名因帶有平假名，而通稱為「平假名櫸」（日语： Hiragana keyaki */?），相對櫸坂46本團則被通稱為「漢字櫸」（／ Kanji keyaki）。相較於漢字櫸「不帶笑容」的冷酷風格，平假名櫸的團體屬性與表演風格偏向歌舞與綜藝能力兼具的傳統偶像路線，最大的特色是整個團體充滿「快樂的氛圍」（ / Happy Aura）。平假名櫸最初被定位為櫸坂46的Under組（此制度源自乃木坂46），等同團內的「二軍」；而隨著平假名櫸的人氣壯大，營運方自2018年起逐漸不再將其當作單純的Under組，而是將其轉型為櫸坂46的團內分隊，與漢字櫸並立，並導向將「櫸坂46」與「平假名櫸坂46」以類似「主品牌」及「副品牌」的概念操作經營，平假名櫸亦因此開始擁有單獨的音樂作品、公演活動與專屬節目。櫸坂46本團和平假名櫸坂46均有各自所屬成員，成員亦不會同時兼任另一團體，而長濱禰留是唯一例外；她在2016年6月成為櫸坂46單曲選拔成員後，仍繼續兼任平假名櫸坂46成員從事演藝活動，直至2017年9月改為專任櫸坂46成員為止。
2019年2月11日，櫸坂46的營運單位於影音串流網站SHOWROOM的直播上，宣布平假名櫸坂46將發行出道單曲，並以突擊方式宣布平假名櫸坂46更名為「日向坂46」，正式自櫸坂46獨立。與櫸坂46的取名方式類似，新團名取樣自位於東京都港區三田的坡道「日向坂」，但兩者的日語讀音不同，日向坂本身的日語拼音是「Hyūgazaka」（ひゅうがざか），而新團名中的「日向坂」則讀作「Hinatazaka」（ひなたざか）。團體代表色為天藍色，有「希望躍向更高的天空」（空高く跳べるように）的含意。此外，平假名櫸坂46時代由團名日語發音首字「hi」而來的字標誌手勢，也因新團名的日語拼音首字同樣為「hi」而得以延用。關於改名後的團體風格，有成員期許日向坂46能成為融合乃木坂46的美形、以及櫸坂46的帥氣的「複合型團體」。
與乃木坂46、櫻坂46等坂道系列團體類似，日向坂46在東京電視台擁有一冠名節目，線下活動亦以握手會、見面會及演唱會為重心，其中規模較大的是2018年起至2022年止每年於聖誕節前舉行的定例公演「日向聖誕」、2020年起每年於3月27日（首張單曲發行日）前後舉行的出道週年紀念公演「日向誕祭」、以及2022年起於每年秋季舉行的「Happy 〇〇 Tour」全國巡演等。而日向坂46單獨出道後，成員們在自家節目磨練出的綜藝能力逐漸受到日本娛樂業界的注目，獲邀登場的綜藝節目也愈來愈多，甚至被冠上「大喜利女團」如此同時帶有戲謔與讚賞的稱呼。
日向坂46自平假名櫸坂46時代起，就以登上東京巨蛋舉行公演為目標，原定在2020年度的日向聖誕登上東京巨蛋，但受新型冠狀病毒（Covid-19）疫情影響而兩次延期，最終於2022年3月30、31日在東京巨蛋舉行第3次的日向誕祭。日向坂46達成東京巨蛋開唱的目標後，2023年起將日向誕祭改在橫濱球場舉行，仿效乃木坂46每年夏季在神宮球場舉行公演的作法，塑造橫濱球場成團體的「新聖地」。
日向坂46的粉絲稱為「太陽公公」（おひさま），該暱稱於2019年3月2日在SHOWROOM的直播上發表。此外，日向坂46擁有一吉祥物，稱為「Poka」（ポカ），於2020年度的日向聖誕首次登場，為日本偶像業界少有的團體吉祥物。

## 成員

### 現役成員
| 姓名            | 讀音 | 出生日期       | 出身地   | 加入期别 | 備註                                                             |
| --------------- | ---- | -------------- | -------- | -------- | ---------------------------------------------------------------- |
| 金村美玖        |      | 2002年9月10日  | 埼玉縣   | 2期      | 時尚雜誌《bis》專屬模特兒                                        |
| 河田陽菜        |      | 2001年7月23日  | 山口縣   | 2期      | 預計第15張單曲活動結束後畢業                                     |
| 小坂菜緒        |      | 2002年9月7日   | 大阪府   | 2期      | 曾為時尚雜誌《Seventeen》專屬模特兒 時尚雜誌《non-no》專屬模特兒 |
| 松田好花        |      | 1999年4月27日  | 京都府   | 2期      | 日向坂46最年長                                                   |
| 上村日菜乃 （） |      | 2004年4月12日  | 東京都   | 3期      |                                                                  |
| 高橋未來虹 （） |      | 2003年9月27日  | 東京都   | 3期      | 日向坂46隊長（第二任） 原坂道研修生                              |
| 森本茉莉        |      | 2004年2月23日  | 東京都   | 3期      | 原坂道研修生                                                     |
| 山口陽世        |      | 2004年2月23日  | 鳥取縣   | 3期      | 原坂道研修生                                                     |
| 石塚瑤季 （石塚瑶季）   |      | 2004年8月6日   | 東京都   | 4期      |                                                                  |
| 小西夏菜實 （小西夏菜実） |      | 2004年10月3日  | 兵庫縣   | 4期      |                                                                  |
| 清水理央        |      | 2005年1月15日  | 千葉縣   | 4期      |                                                                  |
| 正源司陽子      |      | 2007年2月14日  | 兵庫縣   | 4期      |                                                                  |
| 竹內希來里 （竹内希来里） |      | 2006年2月20日  | 廣島縣   | 4期      |                                                                  |
| 平尾帆夏        |      | 2003年7月31日  | 鳥取縣   | 4期      |                                                                  |
| 平岡海月        |      | 2002年4月9日   | 福井縣   | 4期      |                                                                  |
| 藤嶌果步 （藤嶌果歩）   |      | 2006年8月7日   | 北海道   | 4期      |                                                                  |
| 宮地堇 （宮地すみれ）     |      | 2005年12月31日 | 神奈川縣 | 4期      |                                                                  |
| 山下葉留花      |      | 2003年5月20日  | 愛知縣   | 4期      |                                                                  |
| 渡邊莉奈 （渡辺莉奈）   |      | 2009年2月7日   | 福岡縣   | 4期      |                                                                  |

#### 5期生
| 姓名            | 讀音 | 出生日期       | 出身地   | 加入期别 | 備註           |
| --------------- | ---- | -------------- | -------- | -------- | -------------- |
| 大田美月        |      | 2006年12月7日  | 大阪府   | 5期      |                |
| 大野愛實 （大野愛実）   |      | 2007年5月5日   | 東京都   | 5期      |                |
| 片山紗希        |      | 2006年12月26日 | 埼玉縣   | 5期      |                |
| 藏盛妃那乃 （蔵盛妃那乃） |      | 2006年1月23日  | 大阪府   | 5期      |                |
| 坂井新奈        |      | 2009年3月14日  | 神奈川縣 | 5期      | 日向坂46最年少 |
| 佐藤優羽        |      | 2006年9月10日  | 福岡縣   | 5期      |                |
| 下田衣珠季      |      | 2006年12月26日 | 千葉縣   | 5期      |                |
| 高井俐香        |      | 2007年8月1日   | 兵庫縣   | 5期      |                |
| 鶴崎仁香        |      | 2004年3月27日  | 神奈川縣 | 5期      |                |
| 松尾櫻 （松尾桜）     |      | 2005年6月8日   | 神奈川縣 | 5期      |                |

### 前成員
| 姓名            | 讀音 | 出生日期       | 出身地   | 加入期别 | 最終在籍時間   | 備註 |
| --------------- | ---- | -------------- | -------- | -------- | -------------- | --- |
| 長濱禰留 （長濱ねる）   |      | 1998年9月4日   | 長崎縣   | 特例     | 2017年9月24日  | 平假名櫸坂46創始成員 2016年6月27日起兼任櫸坂46 2017年9月24日起解除平假名櫸坂46身分，專任櫸坂46 2019年7月30日自櫸坂46畢業 |
| 柿崎芽實 （）   |      | 2001年12月2日  | 長野縣   | 1期      | 2019年8月11日  | 1期生最年少成員 畢業 |
| 井口真緒 （）   |      | 1995年11月10日 | 新潟縣   | 1期      | 2020年3月30日  | 1期生最年長成員 2019年9月8日起活動自肅 畢業                                                                              |
| 渡邊美穗 （渡邉美穂）   |      | 2000年2月24日  | 埼玉縣   | 2期      | 2022年7月31日  | 畢業 目前所屬經紀公司為Queen-B                                                                                           |
| 宮田愛萌        |      | 1998年4月28日  | 東京都   | 2期      | 2022年12月18日 | 畢業 目前所屬經紀公司為FARM                                                                                              |
| 影山優佳        |      | 2001年5月8日   | 東京都   | 1期      | 2023年7月23日  | 曾為第二屆AKB48選秀會議候選選秀生 畢業 目前所屬經紀公司為尾木製作                                                        |
| 岸帆夏          |      | 2004年8月15日  | 東京都   | 4期      | 2023年12月7日  | 請辭 |
| 潮紗理菜        |      | 1997年12月26日 | 神奈川縣 | 1期      | 2023年12月31日 | 畢業 目前所屬經紀公司為cent. FORCE                                                                                       |
| 齊藤京子        |      | 1997年9月5日   | 東京都   | 1期      | 2024年4月5日   | 時尚雜誌《ar》常規模特兒 畢業 目前所屬經紀公司為東寶藝能                                                                 |
| 高本彩花        |      | 1998年11月2日  | 神奈川縣 | 1期      | 2024年7月31日  | 時尚雜誌《JJ》專屬模特兒 《andGIRL》常規模特兒 畢業 目前為自由身藝人                                                     |
| 濱岸日和 （濱岸ひより）   |      | 2002年9月28日  | 福岡縣   | 2期      | 2024年12月5日  | 時尚雜誌《with》專屬模特兒 畢業 目前所屬經紀公司為Horipro                                                                |
| 加藤史帆        |      | 1998年2月2日   | 東京都   | 1期      | 2024年12月25日 | 時尚雜誌《CanCam》專屬模特兒 畢業 目前所屬經紀公司為Seed & Flower                                                        |
| 東村芽依        |      | 1998年8月23日  | 奈良縣   | 1期      | 2025年1月25日  | 畢業 |
| 丹生明里        |      | 2001年2月15日  | 埼玉縣   | 2期      | 2025年1月29日  | 畢業 目前所屬經紀公司為Seed & Flower                                                                                     |
| 佐佐木美玲 （佐々木美玲） |      | 1999年12月17日 | 兵庫縣   | 1期      | 2025年4月5日   | 前choco☆milQ成員 曾為時尚雜誌《non-no》專屬模特兒 畢業                                                                   |
| 佐佐木久美 （佐々木久美） |      | 1996年1月22日  | 千葉縣   | 1期      | 2025年4月6日   | 原日向坂46隊長（第一任） 曾為時尚雜誌《Ray》專屬模特兒 畢業 目前所屬經紀公司為Seed & Flower                              |
| 高瀨愛奈 （高瀬愛奈）   |      | 1998年9月20日  | 大阪府   | 1期      | 2025年5月1日   | 畢業 |
| 富田鈴花        |      | 2001年1月18日  | 神奈川縣 | 2期      | 2025年8月5日   | 畢業 |

### 成員人數變遷
| 日期           | 詳情                                                   | 增減         | 合計         |
| 平假名櫸坂46   | 平假名櫸坂46                                           | 平假名櫸坂46 | 平假名櫸坂46 |
| -------------- | ------------------------------------------------------ | ------------ | ------------ |
| 2015年11月30日 | 長濱禰留加入櫸坂46，以平假名櫸坂46成員身分參與演藝活動 | +1           | 1            |
| 2016年5月8日   | 平假名櫸坂46 1期生11人合格                             | +11          | 12           |
| 2017年8月15日  | 平假名櫸坂46 2期生9人合格                              | +9           | 21           |
| 2017年9月24日  | 長濱禰留解除兼任平假名櫸坂46                           | -1           | 20           |
| 2018年12月10日 | 平假名櫸坂46 3期生1人公開亮相                          | +1           | 21           |
| 日向坂46       |                                                        |              |              |
| 2019年2月12日  | 團體更名為日向坂46                                     |              | 21           |
| 2019年8月11日  | 柿崎芽實畢業                                           | -1           | 20           |
| 2020年3月2日   | 坂道研修生3人以新3期生身份加入                         | +3           | 23           |
| 2020年3月30日  | 井口真緒畢業                                           | -1           | 22           |
| 2022年7月31日  | 渡邊美穗畢業                                           | -1           | 21           |
| 2022年9月21日  | 日向坂46 4期生12人合格                                 | +12          | 33           |
| 2022年12月18日 | 宮田愛萌畢業                                           | -1           | 32           |
| 2023年7月23日  | 影山優佳畢業                                           | -1           | 31           |
| 2023年12月7日  | 岸帆夏請辭                                             | -1           | 30           |
| 2023年12月31日 | 潮紗理菜畢業                                           | -1           | 29           |
| 2024年4月5日   | 齊藤京子畢業                                           | -1           | 28           |
| 2024年7月31日  | 高本彩花畢業                                           | -1           | 27           |
| 2024年12月5日  | 濱岸日和畢業                                           | -1           | 26           |
| 2024年12月25日 | 加藤史帆畢業                                           | -1           | 25           |
| 2025年1月25日  | 東村芽依畢業                                           | -1           | 24           |
| 2025年1月29日  | 丹生明里畢業                                           | -1           | 23           |
| 2025年3月10日  | 日向坂46 5期生10人合格                                 | +10          | 33           |
| 2025年4月5日   | 佐佐木美玲畢業                                         | -1           | 32           |
| 2025年4月6日   | 佐佐木久美畢業                                         | -1           | 31           |
| 2025年5月1日   | 高瀨愛奈畢業                                           | -1           | 30           |
| 2025年8月5日   | 富田鈴花畢業                                           | -1           | 29           |

### 成員甄選

#### 平假名櫸坂46成員甄選
- 報名資格：至2015年12月31日止年滿12至20歲的女性。報名截止日期為2015年12月31日。
- 第一次審查：書面篩選
- 第二次審查：面試
- 第三次審查：歌舞水準
- 第四次審查：SHOWROOM直播（2016年4月29日－5月5日）
- 結果發表：2016年5月8日在SHOWROOM上發表合格名單，合格者有11人。
- 最終合格者將以平假名櫸坂46的成員開始進行活動。

最終合格者（共11人；粗體字者為在籍成員）
井口真緒、潮紗理菜、柿崎芽實、影山優佳、加藤史帆、齊藤京子、佐佐木久美、佐佐木美玲、高瀨愛奈、高本彩花、東村芽依

#### 平假名櫸坂46追加成員徵選
- 報名資格：至2017年6月16日止年滿12歲至20歲的女性[50]。報名期限至2017年6月16日截止。
- 第一次審査：書面及影片篩選
- 第二次審査：上鏡篩選（2017年7月1日－23日，名古屋市、福岡市、大阪市、東京都、札幌市、仙台市）
- 第三次審査：面試（2017年8月5日－6日，東京都）
- SHOWROOM（2017年8月8日－11日，櫸坂46官方SHOWROOM ）：進入最終審查的合格者共23人[51]。
- 最終審査（2017年8月13日，東京都）[52]：2017年8月13日於SHOWROOM公布最後結果，合格者共10人。之後有1人辭退。
- 最終合格者：2017年8月15日正式宣布結果，合格者共9人，全數被編為二期生。

最終合格者（共9人；粗體字者為在籍成員）
金村美玖、河田陽菜、小坂菜緒、富田鈴花、丹生明里、濱岸日和、松田好花、宮田愛萌、渡邊美穗

#### 坂道合同新規成員甄選會
- 2018年11月29日公佈1名合格者加入平假名櫸坂46成為三期生，並於同年12月10日在日本武道館的見面會上公開亮相。

最終合格並獲入團者（共1人；粗體字者為在籍成員）
上村日菜乃

#### 坂道研修生
- 在坂道合同成員甄選會後未被即時分配至各坂道組合的合格者以「坂道研修生」身份繼續接受培訓。於2020年2月16日進行的SHOWROOM直播中，隊長佐佐木久美宣佈有3位坂道研修生以新三期生身份加入日向坂46。

入團者（共3人；粗體字者為在籍成員）
高橋未來虹、森本茉莉、山口陽世

#### 日向坂46新成員甄選會（2022年）
- 報名資格：至2022年4月4日止年滿12歲至20歲的女性。報名期限至2022年4月4日截止。
- 第一次審査：書面篩選
- 第二次審査：上鏡篩選（2022年4月16日、17日、23日、24日）
- 第三次審查：第一次面試（2022年5月5日，大阪府／2022年5月7日、8日，東京都）
- 第四次審查：第二次面試（2022年5月28日，東京都）
- 研修生（候補成員）最終審查：（2022年5月29日，東京都）
- 研修生（研修期間）：大約3個月，2022年6月—8月。獲選為研修生後，尚未正式成為合格之新成員。
- 最終合格者：2022年9月21日公布由51,038參與者中選出12名合格者成為四期生，9月22日開始每天於官方Youtube頻道公布1名新成員的相關資料。

入團者（共12人；粗體字者為在籍成員）
| 姓名       | 公開日期 |
| ---------- | -------- |
| 清水理央   | 9月22日  |
| 宮地堇     | 9月23日  |
| 正源司陽子 | 9月24日  |
| 石塚瑤季   | 9月25日  |
| 山下葉留花 | 9月26日  |
| 平尾帆夏   | 9月27日  |
| 渡邊莉奈   | 9月28日  |
| 藤嶌果步   | 9月29日  |
| 平岡海月   | 9月30日  |
| 竹內希來里 | 10月1日  |
| 岸帆夏     | 10月2日  |
| 小西夏菜實 | 10月3日  |

#### 日向坂46新成員甄選會（2024年）
- 報名資格：至2024年9月6日止年滿12歲至20歲的女性。報名期限由2024年8月5日至9月9日截止。
- 第一次審査：書面篩選
- 第二次審査：上鏡篩選（2024年9月21日－24日）
- 第三次審查：第一次面試（2024年10月12日，札幌、福岡／2024年10月13日，仙台、大阪／2024年10月14日，名古屋／2024年10月19日，東京）
- 第四次審查：第二次面試（2024年11月16日，東京）
- 研修生（候補成員）最終審查：（2024年11月17日，東京）
- 最終合格者：2025年3月10日公布由眾多參選者中選出11名合格者成為五期生（其中1名於正式亮相前辭退，即五期生最終人數為10名），3月11日開始每天於Youtube「日向坂頻道」公布1名新成員的相關資料。

入團者（共10人；粗體字者為在籍成員）
| 姓名       | 公開日期 |
| ---------- | -------- |
| 大野愛實   | 3月11日  |
| 鶴崎仁香   | 3月12日  |
| 坂井新奈   | 3月13日  |
| 佐藤優羽   | 3月14日  |
| 下田衣珠季 | 3月15日  |
| 片山紗希   | 3月16日  |
| 大田美月   | 3月17日  |
| 高井俐香   | 3月18日  |
| 松尾櫻     | 3月19日  |
| 藏盛妃那乃 | 3月20日  |

### 衍生子團體
Lima Cantik（りまちゃんちっく）
由潮紗理菜、加藤史帆、齊藤京子、佐佐木久美和高本彩花在平假名櫸坂46時代組成。這一名字為印尼語，當時平假名櫸坂46第一首小分隊歌曲《沈默的戀人啊》發行，五人便以此作為小分隊的名字，和在印尼語中分別指「五」和「可愛」，合起來有「五個可愛的人」的意思。
| 歌曲             | 收錄於             |
| ---------------- | ------------------ |
| 沈默的戀人啊     | 抹黑純真           |
| 萬聖節的南瓜破了 | 起跑的瞬間         |
| 媽媽的禮服       | 如此喜歡你可以嗎？ |

淺草姊妹（浅草姉妹）
由佐佐木久美、佐佐木美玲、加藤史帆、高本彩花和小坂菜緒組成。五人同為時尚雜誌的專屬模特兒，並一同入選日向坂46出道單曲《心動了》中收錄歌曲《Footsteps》的選拔陣容。小分隊名字最先在2019年4月30日舉行的《心動了》全國握手會上以「非官方」形式公開，由於《Footsteps》的MV在淺草一帶拍攝，加上成員在MV中的造型與搞笑組合阿佐谷姊妹相似，因而得名。
| 歌曲      | 收錄於 |
| --------- | ------ |
| Footsteps | 心動了 |

花醬s（花ちゃんズ）
由擅長彈奏吉他的富田鈴花和松田好花組成，名稱取自二人名字中均有出現的「花」字。小分隊最早於平假名櫸坂46二期生見面會出現，當時花醬s聯同另外兩名成員金村美玖及河田陽菜組成「花醬s with K」（はなちゃんず with K）進行表演，「K」取自金村（Kanemura）及河田（Kawata）姓氏羅馬字的首個字母。
| 歌曲         | 收錄於             |
| ------------ | ------------------ |
| 不會吧 偶然… | 如此喜歡你可以嗎？ |

FACTORY
由東村芽依、松田好花和河田陽菜組成，係在日向坂46全成員主演的電視劇《DASADA》中飾演的偶像組合。FACTORY的劇中曲《為什麼》亦被收錄在日向坂46第4張單曲《才沒這回事呢》。
| 歌曲   | 收錄於       |
| ------ | ------------ |
| 為什麼 | 才沒這回事呢 |

羈絆s（きずなーず）
由加藤史帆、齊藤京子、佐佐木美玲組成，於2019年3月日向坂46出道前由三人擔任雜誌封面人物的契機並於佐佐木美玲的部落格上發表名字。
| 歌曲                 | 收錄於     |
| -------------------- | ---------- |
| 為什麼說是下雨了啊？ | HINATAZAKA |

彩芽醬（あゃめぃちゃん）
由關係親近的高本彩花、東村芽依自發組成，並於2017年12月Showroom直播時定名。讀法為。2021年3月26日於直播演唱會「日向坂46出道2周年活動 Special 2days 〜春之小組曲祭典 太陽公公最佳歌單2021〜」首次披露歌曲《夢想到幾歲?》，並收錄於同年10月27日發行的第6張單曲《話說》。
| 歌曲        | 收錄於 |
| ----------- | ------ |
| 夢想到幾歲? | 話說   |

胖家族（みーぱんファミリー）
由「母親」佐佐木美玲以及河田陽菜、濱岸日和、山口陽世三位「女兒」組成。取名原因為三位皆對佐佐木如母親般的仰慕以及佐佐木時常稱呼三人為「女兒」「寶寶」。2021年3月26日於直播演唱會「日向坂46出道2周年活動 Special 2days 〜春之小組曲祭典 太陽公公最佳歌單2021〜」首次披露歌曲《酸澀的自我厭惡》，並收錄於同年10月27日發行的第6張單曲《話說》。
| 歌曲           | 收錄於 |
| -------------- | ------ |
| 酸澀的自我厭惡 | 話說   |

2002年組
由同為2002年出生的金村美玖、小坂菜緒、濱岸日和三位二期生成員組成。2021年3月26日於直播演唱會「日向坂46出道2周年活動 Special 2days 〜春之小組曲祭典 太陽公公最佳歌單2021〜」首次披露歌曲《無法再如此喜歡你》，並收錄於2022年6月1日發行的第7張單曲《我這種人》。
| 歌曲             | 收錄於   |
| ---------------- | -------- |
| 無法再如此喜歡你 | 我這種人 |

Color Chart（カラーチャート）
由同為埼玉縣出身之金村美玖、丹生明里、渡邊美穗組成，先前多以「埼玉三人組」（埼玉トリオ）稱呼。團體名來自於三人共同主持之廣播節目《Belc呈獻 日向坂46的把多餘的事情也做了吧！!》公開募集的結果，並於2021年10月22日廣播中發表名字，想法來自於埼玉縣的暱稱「彩之國」代表之彩色意涵。
| 歌曲       | 收錄於 |
| ---------- | ------ |
| 呵欠Letter | 話說   |

坂道AKB
由AKB48集團、坂道系列的選拔成員所組成的企劃組合。
| 年份 | 歌曲            | 平假名櫸坂46／日向坂46參與成員                     | 中心成員             | 收錄於                                  |
| ---- | --------------- | -------------------------------------------------- | -------------------- | --------------------------------------- |
| 2017 | 你最愛的 是誰？ | 長濱禰留                                           | 平手友梨奈（櫸坂46） | AKB48第47張單曲《Shoot Sign》Type-E     |
| 2018 | 無國境時代      | 加藤史帆                                           | 長濱禰留（櫸坂46）   | AKB48第51張單曲《Ja-Ba-Ja》Type-E       |
| 2019 | 初戀之門        | 加藤史帆、小坂菜緒、齊藤京子、佐佐木美玲、渡邊美穗 | 山下美月（乃木坂46） | AKB48第55張單曲《回憶上心頭DAYS》Type-B |

### 單曲成員陣位
自櫸坂46第2張單曲《世界上只有愛》開始，每張櫸坂46單曲的B面都會有1至2首由平假名櫸坂46演唱的C/W曲，直至第8張單曲《黑羊》為止。而由櫸坂46第7張單曲《矛盾心理》開始，主要C/W曲的成員演出陣位均在平假名櫸坂46冠名節目《平假名推》上公佈。在改名日向坂46以及冠名節目改為《在日向坂見面吧》後，單曲成員陣位仍以此方式公佈。
平假名櫸坂46時期的專屬C/W曲，以及日向坂46時期的單曲，沿用櫸坂46的方式採全員選拔制，亦有「Center」（中心成員、C位）的制度。日向坂46時期的全員選拔成員範圍涵蓋一期、二期、三期生（包含2020年2月加入團體的新三期生），即使2022年9月四期生加入後全員選拔制也繼續被採用，並延續到第10張單曲為止。
由第11張單曲開始，官方正式宣佈首次採用「選拔成員制」，四期生亦與一期、二期、三期生合流。和乃木坂46類似，進入單曲標題曲選拔名單的成員被稱為「選拔成員」，未進入選拔的成員（Under成員）則被官方稱為「平假名日向坂46」（ひなた坂46），但並沒有額外採用類似乃木坂46的「福神」或櫻坂46初期的「櫻8」的制度。
此外，平假名櫸坂46時期、以及日向坂46時期發行的專輯中，均有一首原創主打歌（リード曲），跟單曲一樣有選拔及Center的制度。擔任專輯主打歌Center者有佐佐木美玲（沒有期待的自己、可愛小心機）及佐佐木久美（你從零變為一吧）等2人。
- ★：演出陣型中心（Center）
- ☆：第一列成員
- ○：第二列成員
- ◎：第三列成員

| 7th（櫸） - 10th（日向） | 7th（櫸） - 10th（日向） | 7th（櫸） - 10th（日向） | 7th（櫸） - 10th（日向） | 7th（櫸） - 10th（日向） | 7th（櫸） - 10th（日向） | 7th（櫸） - 10th（日向） | 7th（櫸） - 10th（日向） | 7th（櫸） - 10th（日向） | 7th（櫸） - 10th（日向） | 7th（櫸） - 10th（日向） | 7th（櫸） - 10th（日向） | 7th（櫸） - 10th（日向） | 7th（櫸） - 10th（日向） |
| 姓名                     | 期别                     | 7th（櫸）                | 8th（櫸）                | 1st（日向）              | 2nd                      | 3rd                      | 4th                      | 5th                      | 6th                      | 7th                      | 8th                      | 9th                      | 10th                     |
| ------------------------ | ------------------------ | ------------------------ | ------------------------ | ------------------------ | ------------------------ | ------------------------ | ------------------------ | ------------------------ | ------------------------ | ------------------------ | ------------------------ | ------------------------ | ------------------------ |
| 金村美玖                 | 2期                      | ○                        | ◎                        | ◎                        | ○                        | ○                        | ☆                        | ☆                        | ★                        | ☆                        | ☆                        | ○                        | ☆                        |
| 河田陽菜                 | 2期                      | ○                        | ◎                        | ○                        | ☆                        | ◎                        | ○                        | ☆                        | ○                        | ○                        | ○                        | ○                        | ☆                        |
| 小坂菜緒                 | 2期                      | ☆                        | ★                        | ★                        | ★                        | ★                        | ★                        | ☆                        | 暫停活動                 | ★                        | ☆                        | ○                        | ○                        |
| 松田好花                 | 2期                      | ◎                        | ◎                        | ◎                        | ◎                        | ○                        | ○                        | ◎                        | ○                        | ○                        | ○                        | ○                        | ☆                        |
| 上村日菜乃               | 3期                      | 未加入                   | 未加入                   | ◎                        | ◎                        | ◎                        | ◎                        | ○                        | ◎                        | ☆                        | ○                        | ☆                        | ★                        |
| 高橋未來虹               | 3期                      | 未加入                   | 未加入                   | 未加入                   | 未加入                   | 未加入                   | 未加入                   | ◎                        | ◎                        | ◎                        | ◎                        | ◎                        | ◎                        |
| 森本茉莉                 | 3期                      | 未加入                   | 未加入                   | 未加入                   | 未加入                   | 未加入                   | 未加入                   | ◎                        | ◎                        | ◎                        | ◎                        | ◎                        | ◎                        |
| 山口陽世                 | 3期                      | 未加入                   | 未加入                   | 未加入                   | 未加入                   | 未加入                   | 未加入                   | ◎                        | ◎                        | ◎                        | ◎                        | ◎                        | ◎                        |
| 石塚瑤季                 | 4期                      | 未加入                   | 未加入                   | 未加入                   | 未加入                   | 未加入                   | 未加入                   | 未加入                   | 未加入                   | 未加入                   |                          |                          |                          |
| 小西夏菜實               | 4期                      | 未加入                   | 未加入                   | 未加入                   | 未加入                   | 未加入                   | 未加入                   | 未加入                   | 未加入                   | 未加入                   |                          |                          |                          |
| 清水理央                 | 4期                      | 未加入                   | 未加入                   | 未加入                   | 未加入                   | 未加入                   | 未加入                   | 未加入                   | 未加入                   | 未加入                   |                          |                          |                          |
| 正源司陽子               | 4期                      | 未加入                   | 未加入                   | 未加入                   | 未加入                   | 未加入                   | 未加入                   | 未加入                   | 未加入                   | 未加入                   |                          |                          |                          |
| 竹內希來里               | 4期                      | 未加入                   | 未加入                   | 未加入                   | 未加入                   | 未加入                   | 未加入                   | 未加入                   | 未加入                   | 未加入                   |                          |                          |                          |
| 平尾帆夏                 | 4期                      | 未加入                   | 未加入                   | 未加入                   | 未加入                   | 未加入                   | 未加入                   | 未加入                   | 未加入                   | 未加入                   |                          |                          |                          |
| 平岡海月                 | 4期                      | 未加入                   | 未加入                   | 未加入                   | 未加入                   | 未加入                   | 未加入                   | 未加入                   | 未加入                   | 未加入                   |                          |                          |                          |
| 藤嶌果步                 | 4期                      | 未加入                   | 未加入                   | 未加入                   | 未加入                   | 未加入                   | 未加入                   | 未加入                   | 未加入                   | 未加入                   |                          |                          |                          |
| 宮地堇                   | 4期                      | 未加入                   | 未加入                   | 未加入                   | 未加入                   | 未加入                   | 未加入                   | 未加入                   | 未加入                   | 未加入                   |                          |                          |                          |
| 山下葉留花               | 4期                      | 未加入                   | 未加入                   | 未加入                   | 未加入                   | 未加入                   | 未加入                   | 未加入                   | 未加入                   | 未加入                   |                          |                          |                          |
| 渡邊莉奈                 | 4期                      | 未加入                   | 未加入                   | 未加入                   | 未加入                   | 未加入                   | 未加入                   | 未加入                   | 未加入                   | 未加入                   |                          |                          |                          |
| 前成員                   |                          |                          |                          |                          |                          |                          |                          |                          |                          |                          |                          |                          |                          |
| 柿崎芽實                 | 1期                      | ○                        | ☆                        | ☆                        | 不參與製作               | 畢業                     | 畢業                     | 畢業                     | 畢業                     | 畢業                     | 畢業                     | 畢業                     | 畢業                     |
| 井口真緒                 | 1期                      | ◎                        | ◎                        | ◎                        | ◎                        | ◎                        | 活動自肅                 | 畢業                     | 畢業                     | 畢業                     | 畢業                     | 畢業                     | 畢業                     |
| 渡邊美穗                 | 2期                      | ☆                        | ☆                        | ○                        | ○                        | ○                        | ○                        | ○                        | ○                        | ◎                        | 畢業                     | 畢業                     | 畢業                     |
| 宮田愛萌                 | 2期                      | ◎                        | ◎                        | ◎                        | ○                        | ◎                        | ◎                        | ◎                        | ◎                        | ◎                        | 不參與製作               | 畢業                     | 畢業                     |
| 影山優佳                 | 1期                      | 暫停活動                 | 暫停活動                 | 暫停活動                 | 暫停活動                 | 暫停活動                 | 暫停活動                 | ◎                        | ○                        | ◎                        | ○                        | ☆                        | 畢業                     |
| 岸帆夏                   | 4期                      | 未加入                   | 未加入                   | 未加入                   | 未加入                   | 未加入                   | 未加入                   | 未加入                   | 未加入                   | 未加入                   |                          |                          |                          |
| 潮紗理菜                 | 1期                      | ◎                        | ◎                        | ◎                        | ◎                        | ◎                        | ○                        | ◎                        | ○                        | ◎                        | ○                        | ◎                        | ◎                        |
| 齊藤京子                 | 1期                      | ○                        | ○                        | ☆                        | ☆                        | ☆                        | ☆                        | ○                        | ☆                        | ○                        | ★                        | ☆                        | ○                        |
| 高本彩花                 | 1期                      | ◎                        | ○                        | ○                        | ○                        | ○                        | ◎                        | ○                        | ◎                        | ◎                        | ◎                        | ◎                        | ◎                        |
| 濱岸日和                 | 2期                      | ◎                        | ◎                        | ◎                        | ◎                        | 暫停活動                 | ◎                        | ○                        | ◎                        | ○                        | ◎                        | ○                        | ◎                        |
| 加藤史帆                 | 1期                      | ★                        | ○                        | ☆                        | ☆                        | ☆                        | ☆                        | ★                        | ☆                        | ○                        | ☆                        | ☆                        | ○                        |
| 東村芽依                 | 1期                      | ○                        | ◎                        | ○                        | ○                        | ○                        | ☆                        | ○                        | ☆                        | ○                        | ◎                        | ◎                        | ○                        |
| 丹生明里                 | 2期                      | ○                        | ◎                        | ○                        | ☆                        | ◎                        | ○                        | ☆                        | ☆                        | ○                        | ◎                        | ★                        | ☆                        |
| 佐佐木美玲               | 1期                      | ○                        | ○                        | ☆                        | ○                        | ○                        | ◎                        | ○                        | ○                        | ☆                        | ☆                        | ◎                        | ○                        |
| 佐佐木久美               | 1期                      | ◎                        | ○                        | ○                        | ◎                        | ◎                        | ◎                        | ◎                        | ○                        | ☆                        | ○                        | ○                        | ○                        |
| 高瀨愛奈                 | 1期                      | ◎                        | ◎                        | ◎                        | ◎                        | ◎                        | ◎                        | ◎                        | ◎                        | ◎                        | ◎                        | ◎                        | ◎                        |
| 富田鈴花                 | 2期                      | ◎                        | ◎                        | ◎                        | ◎                        | ◎                        | ○                        | ◎                        | ◎                        | ○                        | ◎                        | ○                        | ◎                        |

| 11th -     | 11th - | 11th - | 11th - | 11th - | 11th - | 11th - |
| 姓名       | 期别   | 11th   | 12th   | 13th   | 14th   | 15th   |
| ---------- | ------ | ------ | ------ | ------ | ------ | ------ |
| 金村美玖   | 2期    | ☆      | ○      | ○      | ☆      | ★      |
| 河田陽菜   | 2期    | ○      | ◎      | ○      | ○      | ○      |
| 小坂菜緒   | 2期    | ☆      | ☆      | ★      | ★      | ★      |
| 松田好花   | 2期    | ○      | ○      | ○      | ○      | ○      |
| 上村日菜乃 | 3期    | ◎      | ◎      | ◎      | ☆      | ○      |
| 高橋未來虹 | 3期    |        | ◎      |        | ◎      | ○      |
| 森本茉莉   | 3期    |        |        | ◎      | ○      | ◎      |
| 山口陽世   | 3期    |        |        | ◎      | ◎      | ◎      |
| 石塚瑤季   | 4期    |        |        |        | ◎      | ◎      |
| 小西夏菜實 | 4期    |        | ◎      |        | ◎      | ◎      |
| 清水理央   | 4期    |        |        |        | ◎      | ◎      |
| 正源司陽子 | 4期    | ★      | ★      | ☆      | ☆      | ☆      |
| 竹內希來里 | 4期    |        |        |        | ◎      | ◎      |
| 平尾帆夏   | 4期    | ◎      |        | ◎      | ○      | ○      |
| 平岡海月   | 4期    |        |        |        | ◎      | ◎      |
| 藤嶌果步   | 4期    | ○      | ★      | ☆      | ☆      | ☆      |
| 宮地堇     | 4期    | ○      |        | ◎      | ○      | ○      |
| 山下葉留花 | 4期    | ◎      |        | ◎      | ○      | ◎      |
| 渡邊莉奈   | 4期    |        |        |        | ◎      | ○      |
| 大田美月   | 5期    | 未加入 | 未加入 | 未加入 |        |        |
| 大野愛實   | 5期    | 未加入 | 未加入 | 未加入 |        |        |
| 片山紗希   | 5期    | 未加入 | 未加入 | 未加入 |        |        |
| 藏盛妃那乃 | 5期    | 未加入 | 未加入 | 未加入 |        |        |
| 坂井新奈   | 5期    | 未加入 | 未加入 | 未加入 |        |        |
| 佐藤優羽   | 5期    | 未加入 | 未加入 | 未加入 |        |        |
| 下田衣珠季 | 5期    | 未加入 | 未加入 | 未加入 |        |        |
| 高井俐香   | 5期    | 未加入 | 未加入 | 未加入 |        |        |
| 鶴崎仁香   | 5期    | 未加入 | 未加入 | 未加入 |        |        |
| 松尾櫻     | 5期    | 未加入 | 未加入 | 未加入 |        |        |
| 前成員     |        |        |        |        |        |        |
| 齊藤京子   | 1期    | 畢業   | 畢業   | 畢業   | 畢業   | 畢業   |
| 高本彩花   | 1期    |        | 畢業   | 畢業   | 畢業   | 畢業   |
| 濱岸日和   | 2期    |        |        | 畢業   | 畢業   | 畢業   |
| 加藤史帆   | 1期    | ☆      | ☆      | 畢業   | 畢業   | 畢業   |
| 東村芽依   | 1期    | ◎      | ○      | 畢業   | 畢業   | 畢業   |
| 丹生明里   | 2期    | ○      | ○      | 畢業   | 畢業   | 畢業   |
| 佐佐木美玲 | 1期    | ☆      | ○      | ○      | 畢業   | 畢業   |
| 佐佐木久美 | 1期    | ◎      | ◎      | ○      | 畢業   | 畢業   |
| 高瀨愛奈   | 1期    |        |        |        | 畢業   | 畢業   |
| 富田鈴花   | 2期    | ◎      | ◎      |        | ○      | 畢業   |

## 作品

### 單曲
| 序號             | 發售日                 | 名稱                       | Oricon           | Oricon           | Oricon           | Billboard銷量    | 發售型態         | 唱片編號                                                       | 備註                                                                                       |                  |
| 序號             | 發售日                 | 名稱                       | 最高 周榜 排名   | 首週銷量         | 累積銷量         | Billboard銷量    | 發售型態         | 唱片編號                                                       | 備註                                                                                       |                  |
| Sony Records发行 | Sony Records发行       | Sony Records发行           | Sony Records发行 | Sony Records发行 | Sony Records发行 | Sony Records发行 | Sony Records发行 | Sony Records发行                                               | Sony Records发行                                                                           | Sony Records发行 |
| ---------------- | ---------------------- | -------------------------- | ---------------- | ---------------- | ---------------- | ---------------- | ---------------- | -------------------------------------------------------------- | ------------------------------------------------------------------------------------------ | ---------------- |
| 1                | 2019年3月27日（日本）  | 心動了 （）                | 1                | 476,362張        | 632,677張        | 634,288張        | CD+BD CD+BD CD   | SRCL-11121/2 SRCL-11123/4 SRCL-11125/6 SRCL-11127              | 初回仕樣限定盤Type A 初回仕樣限定盤Type B 初回仕樣限定盤Type C 通常盤                      |                  |
| 1                | 2019年4月20日（台灣）  | 心動了 （）                | 不適用           | 不適用           | 不適用           | 不適用           | CD+BD            | 19075953672 19075953682 19075953692                            | 台壓盤                                                                                     |                  |
| 2                | 2019年7月17日（日本）  | Do Re Mi Sol La Si Do （） | 1                | 448,706張        | 545,890張        | 547,513張        | CD+BD CD         | SRCL-11220/1 SRCL-11222/3 SRCL-11224/5 SRCL-11226              | 初回仕樣限定盤Type A 初回仕樣限定盤Type B 初回仕樣限定盤Type C 通常盤                      |                  |
| 2                | 2019年8月2日（台灣）   | Do Re Mi Sol La Si Do （） | 不適用           | 不適用           | 不適用           | 不適用           | CD+BD            | 19075982582 19075982592 19075982602                            | 台壓盤                                                                                     |                  |
| 3                | 2019年10月2日（日本）  | 如此喜歡你可以嗎？ （）    | 1                | 476,739張        | 577,459張        | 588,517張        | CD+BD CD         | SRCL-11310/11 SRCL-11312/13 SRCL-11314/15 SRCL-11316           | 初回仕樣限定盤Type A 初回仕樣限定盤Type B 初回仕樣限定盤Type C 通常盤                      |                  |
| 3                | 2019年11月15日（台灣） | 如此喜歡你可以嗎？ （）    | 不適用           | 不適用           | 不適用           | 不適用           | CD+BD            | 19439705902 19439705912 19439705922                            | 台壓盤                                                                                     |                  |
| 4                | 2020年2月19日（日本）  | 才沒這回事呢 （）          | 1                | 558,219張        | 644,135張        | 653,490張        | CD+BD CD         | SRCL-11450/1 SRCL-11452/3 SRCL-11454/5 SRCL-11456              | 初回仕樣限定盤Type A 初回仕樣限定盤Type B 初回仕樣限定盤Type C 通常盤                      |                  |
| 4                | 2020年5月22日（台灣）  | 才沒這回事呢 （）          | 不適用           | 不適用           | 不適用           | 不適用           | CD               | 19439772722                                                    | 台壓盤                                                                                     |                  |
| 5                | 2021年5月26日          | 只有你最強 （君しか勝たん）            | 1                | 486,074張        | 553,714張        | 566,598張        | CD+BD CD         | SRCL-11794/5 SRCL-11796/7 SRCL-11798/9 SRCL-11800/1 SRCL-11802 | 初回仕樣限定盤Type A 初回仕樣限定盤Type B 初回仕樣限定盤Type C 初回仕樣限定盤Type D 通常盤 |                  |
| 6                | 2021年10月27日         | 話說 （ってか）                  | 1                | 415,537張        | 453,594張        | 476,495張        | CD+BD CD         | SRCL-11941/2 SRCL-11943/4 SRCL-11945/6 SRCL-11947/8 SRCL-11949 | 初回仕樣限定盤Type A 初回仕樣限定盤Type B 初回仕樣限定盤Type C 初回仕樣限定盤Type D 通常盤 |                  |
| 7                | 2022年6月1日           | 我這種人 （僕なんか）              | 1                | 442,416張        | 484,219張        | 478,142張        | CD+BD CD         | SRCL-12140/1 SRCL-12142/3 SRCL-12144/5 SRCL-12146/7 SRCL-12148 | 初回仕樣限定盤Type A 初回仕樣限定盤Type B 初回仕樣限定盤Type C 初回仕樣限定盤Type D 通常盤 |                  |
| 8                | 2022年10月26日         | 星月共舞的Midnight （月と星が踊るMidnight）    | 1                | 428,527張        | 463,255張        | 499,889張        | CD+BD CD         | SRCL-12320/1 SRCL-12322/3 SRCL-12324/5 SRCL-12326/7 SRCL-12328 | 初回仕樣限定盤Type A 初回仕樣限定盤Type B 初回仕樣限定盤Type C 初回仕樣限定盤Type D 通常盤 |                  |
| 9                | 2023年4月19日          | One choice                 | 1                | 473,084張        | 506,557張        | 587,201張        | CD+BD CD         | SRCL-12490/1 SRCL-12492/3 SRCL-12494/5 SRCL-12496/7 SRCL-12498 | 初回仕樣限定盤Type A 初回仕樣限定盤Type B 初回仕樣限定盤Type C 初回仕樣限定盤Type D 通常盤 |                  |
| 10               | 2023年7月26日          | Am I ready?                | 1                | 448,209張        | 479,115張        | 563,641張        | CD+BD CD         | SRCL-12610/1 SRCL-12612/3 SRCL-12614/5 SRCL-12616/7 SRCL-12618 | 初回仕樣限定盤Type A 初回仕樣限定盤Type B 初回仕樣限定盤Type C 初回仕樣限定盤Type D 通常盤 |                  |
| 11               | 2024年5月8日           | 你是蜜瓜 （君はハニーデュー）              | 1                | 448,824張        | 469,060張        | 521,676張        | CD+BD CD         | SRCL-12860/1 SRCL-12862/3 SRCL-12864/5 SRCL-12866/7 SRCL-12868 | 初回仕樣限定盤Type A 初回仕樣限定盤Type B 初回仕樣限定盤Type C 初回仕樣限定盤Type D 通常盤 |                  |
| 12               | 2024年9月18日          | 絕對第六感 （絶対的第六感）            | 1                | 475,887張        | 508,054張        |                  | CD+BD CD         | SRCL-13000/1 SRCL-13002/3 SRCL-13004/5 SRCL-13006/7 SRCL-13008 | 初回仕樣限定盤Type A 初回仕樣限定盤Type B 初回仕樣限定盤Type C 初回仕樣限定盤Type D 通常盤 |                  |
| 13               | 2025年1月29日          | 只有畢業照才知道 （卒業写真だけが知ってる）      | 1                | 428,133張        |                  |                  | CD+BD CD         | SRCL-13120/1 SRCL-13122/3 SRCL-13124/5 SRCL-13126/7 SRCL-13128 | 初回仕樣限定盤Type A 初回仕樣限定盤Type B 初回仕樣限定盤Type C 初回仕樣限定盤Type D 通常盤 |                  |
| 14               | 2025年5月21日          | Love yourself!             | 1                | 412,990張        |                  |                  | CD+BD CD         | SRCL-13270/1 SRCL-13272/3 SRCL-13274/5 SRCL-13276/7 SRCL-13278 | 初回仕樣限定盤Type A 初回仕樣限定盤Type B 初回仕樣限定盤Type C 初回仕樣限定盤Type D 通常盤 |                  |
| 15               | 2025年9月17日          | 拜託了巴哈！ （お願いバッハ！）          |                  |                  |                  |                  | CD+BD CD         | SRCL-13400/1 SRCL-13402/3 SRCL-13404/5 SRCL-13406/7 SRCL-13408 | 初回仕樣限定盤Type A 初回仕樣限定盤Type B 初回仕樣限定盤Type C 初回仕樣限定盤Type D 通常盤 |                  |

### 專輯

#### 平假名櫸坂46時期
| 序號             | 發售日                | 名稱             | Oricon           | Oricon           | Oricon           | Billboard銷量    | 發售型態         | 唱片編號                          | 備註                                     |
| 序號             | 發售日                | 名稱             | 最高 周榜 排名   | 首週銷量         | 累積銷量         | Billboard銷量    | 發售型態         | 唱片編號                          | 備註                                     |
| Sony Records發行 | Sony Records發行      | Sony Records發行 | Sony Records發行 | Sony Records發行 | Sony Records發行 | Sony Records發行 | Sony Records發行 | Sony Records發行                  | Sony Records發行                         |
| ---------------- | --------------------- | ---------------- | ---------------- | ---------------- | ---------------- | ---------------- | ---------------- | --------------------------------- | ---------------------------------------- |
| 1                | 2018年6月20日（日本） | 起跑的瞬間 （）  | 1                | 154,517張        | 216,695張        | 180,005張        | CD+BD CD         | SRCL-9425/6 SRCL-9427/8 SRCL-9429 | 初回限定盤Type A 初回限定盤Type B 通常盤 |
| 1                | 2018年7月6日（台灣）  | 起跑的瞬間 （）  | 不適用           | 不適用           | 不適用           | 不適用           | CD+DVD CD+DVD    | 19075872422 19075872432           | 台壓盤                                   |

#### 日向坂46時期
| 序號             | 發售日                | 名稱             | Oricon           | Oricon           | Oricon           | Billboard銷量    | 發售型態         | 唱片編號                                 | 備註                                     |
| 序號             | 發售日                | 名稱             | 最高 周榜 排名   | 首週銷量         | 累積銷量         | Billboard銷量    | 發售型態         | 唱片編號                                 | 備註                                     |
| Sony Records發行 | Sony Records發行      | Sony Records發行 | Sony Records發行 | Sony Records發行 | Sony Records發行 | Sony Records發行 | Sony Records發行 | Sony Records發行                         | Sony Records發行                         |
| ---------------- | --------------------- | ---------------- | ---------------- | ---------------- | ---------------- | ---------------- | ---------------- | ---------------------------------------- | ---------------------------------------- |
| 1                | 2020年9月23日（日本） | HINATAZAKA （）  | 1                | 208,604張        | 246,553張        | 204,003張        | CD+BD CD         | SRCL-11580/1 SRCL-11582/3 SRCL-11584     | 初回限定盤Type A 初回限定盤Type B 通常盤 |
| 1                | 2021年1月8日（台灣）  | HINATAZAKA （）  | 不適用           | 不適用           | 不適用           | 不適用           | CD               | 19439854342                              | 台壓盤                                   |
| 2                | 2023年11月8日（日本） | 脈動的感情 （脈打つ感情）  | 1                | 148,008張        |                  |                  | CD+BD CD         | SRCL-12720/1/2 SRCL-12723/4/5 SRCL-12726 | 初回限定盤Type A 初回限定盤Type B 通常盤 |

### 原創歌曲
以下為收錄於以非「日向坂46」或「平假名櫸坂46」名義發行之唱片中的歌曲作品。
| 發行日期         | 歌名                          | 演唱者                                             | 收錄於                       |
| Sony Records發行 | Sony Records發行              | Sony Records發行                                   | Sony Records發行             |
| ---------------- | ----------------------------- | -------------------------------------------------- | ---------------------------- |
| 2016年8月10日    | 《平假名櫸》 （ひらがなけやき）             | 平假名櫸坂46                                       | 櫸坂46《世界上只有愛》通常盤 |
| 2016年11月30日   | 《跳得比誰都還高！》 （誰よりも高く跳べ!）     | 平假名櫸坂46                                       | 櫸坂46《兩人季節》Type-B     |
| 2017年4月5日     | 《W-KEYAKIZAKA之詩》 （）     | 櫸&平假名櫸坂組                                    | 櫸坂46《不協和音》全版本     |
| 2017年4月5日     | 《穩定交往中》 （僕たちは付き合っている）           | 平假名櫸坂46                                       | 櫸坂46《不協和音》Type-D     |
| 2017年7月19日    | 《沉默的戀人啊》 （沈黙した恋人よ）         | 潮紗理菜、加藤史帆、齊藤京子、佐佐木久美、高本彩花 | 櫸坂46《抹黑純真》Type-A     |
| 2017年7月19日    | 《太陽不會選擇抬頭的人》 （太陽は見上げる人を選ばない）） | 櫸&平假名櫸坂組                                    | 櫸坂46《抹黑純真》Type-A     |
| 2017年7月19日    | 《永远的白线》 （永遠の白線）           | 平假名櫸坂46                                       | 櫸坂46《抹黑純真》Type-B     |
| 2017年10月25日   | 《依然要前進》 （それでも歩いてる）           | 平假名櫸坂46第1期生                                | 櫸坂46《就算風吹》全版本     |
| 2017年10月25日   | 《NO WAR in the future》      | 平假名櫸坂46                                       | 櫸坂46《就算風吹》Type-B     |
| 2018年3月7日     | 《看著當下》 （イマニミテイロ）             | 平假名櫸坂46第1期生                                | 櫸坂46《打破玻璃！》Type-B   |
| 2018年3月7日     | 《一半的記憶》 （半分の記憶）           | 平假名櫸坂46第2期生                                | 櫸坂46《打破玻璃！》通常盤   |
| 2018年8月15日    | 《快樂氛圍》 （ハッピーオーラ）             | 平假名櫸坂46                                       | 櫸坂46《矛盾心理》Type-B     |
| 2019年2月27日    | 《想對你說的話》 （君に話しておきたいこと）         | 平假名櫸坂46                                       | 櫸坂46《黑羊》全版本         |
| 2019年2月27日    | 《擁抱你》 （抱きしめてやる）               | 平假名櫸坂46                                       | 櫸坂46《黑羊》Type-B         |

### 影像作品

#### 電視綜藝
| 張數 | 發售日期       | 標題                                | 發行公司 | 出版品編號            | 備注                           |
| ---- | -------------- | ----------------------------------- | -------- | --------------------- | ------------------------------ |
| 1    | 2018年6月29日  | 全力！櫸坂46綜藝 KEYABINGO!3 （全力! 欅坂46バラエティー KEYABINGO!3）   | vap      | VPBF-14695 VPXF-71587 | 初回限定版 DVD BOX Blu-ray BOX |
| 2    | 2018年11月9日  | KEYABINGO!4 平假名櫸是什麼？ （KEYABINGO!4 ひらがなけやきって何？）   | vap      | VPBF-14754 VPXF-71651 | 初回限定版 DVD BOX Blu-ray BOX |
| 3    | 2019年11月22日 | 全力！日向坂46綜藝 HINABINGO! （全力! 日向坂46バラエティー HINABINGO!）  | vap      | VPBF-14874 VPXF-71765 | 初回限定版 DVD BOX Blu-ray BOX |
| 4    | 2020年4月3日   | 全力！日向坂46綜藝 HINABINGO!2 （全力！日向坂46バラエティー HINABINGO!2） | vap      | VPBF-14008 VPXF-71801 | 初回限定版 DVD BOX Blu-ray BOX |

#### 電視劇
| 張數 | 發售日期     | 標題    | 發行公司     | 出版品編號            | 備注                |
| ---- | ------------ | ------- | ------------ | --------------------- | ------------------- |
| 1    | 2018年7月4日 | Re:Mind | Sony Records | SSBX-2590/4 SSXX-62/6 | DVD BOX Blu-ray BOX |

#### 舞台劇
|   | 發售日期      | 標題                      | 發行公司 | 出版品編號 | 形式                   |
| - | ------------- | ------------------------- | -------- | ---------- | ---------------------- |
| 1 | 2019年2月27日 | 魔法紀錄 魔法少女小圓外傳 | Aniplex  | ANZX-10096 | 完全生產限定版 Blu-ray |
| 1 | 2019年2月27日 | 魔法紀錄 魔法少女小圓外傳 | Aniplex  | ANZB-10096 | 完全生產限定版 DVD     |

## 媒體演出

### 電視綜藝節目
- 《櫸字，會寫嗎？》（不定期演出，東京電視台）
- 《AKB48 SHOW!》（不定期演出，NHK BS Premium） - 以特别篇「櫸坂46SHOW！」或「平假名櫸坂46SHOW！」名義播出
- 《KEYABINGO!3》（2017年7月18日 - 9月26日，日本電視台）
- 《KEYABINGO!4》（2018年4月17日 - 6月26日，日本電視台）
- 《平假名推》（2018年4月9日 - 2019年4月1日，東京電視台）
- 《THE突破File（日语：THE突破ファイル）》（2018年4月17日 - 播出中，日本電視台） - 準常規演出，每次演出人數基本兩人
- 《在日向坂見面吧》（2019年4月8日 - 播出中，東京電視台）
- 《HINABINGO!》（2019年4月16日 - 6月25日，日本電視台）
- 《HINABINGO!2》（2019年7月16日 - 9月24日，日本電視台）
- 《Self Documentary of 日向坂46》（2019年9月29日 - 2020年2月23日，月播一次，TBS頻道1）

### 電視资讯節目
- 《LOVE it!（日语：ラヴィット!）》（2021年3月30日 - 播出中，TBS電視台） - 做為「LOVE it! Family」一員在週一常規出演（2021年8月前為週二），每次演出人數為一人，以兩至三個月為單位輪替登場
  - 2021年3月30日 - 5月25日：加藤史帆[76]
  - 2021年6月1日 - 7月27日：高本彩花[77]
  - 2021年8月2日 - 9月20日[l]：松田好花[78]
  - 2022年4月13日 - 6月29日：富田鈴花[79]

### 電視劇
- 《Re:Mind》（2017年10月20日－12月29日，東京電視台）[m]
- 《DASADA》（2020年1月15日－3月18日，日本電視台）[82]
- 《聲春！》（2021年4月29日－7月1日，日本電視台）[83]

### 電視特別節目
- 《MTV LIVE PREMIUM:日向坂46 -1st Story-》（2019年3月23日，MTV Japan）[84]
- 《坂道TV～乃木與櫸與日向～（日语：坂道テレビ〜乃木と欅と日向〜）》（2019年3月23日、2019年12月30日，NHK綜合頻道）[85]
  - 《坂道TV～乃木與櫻與日向～》（2021年2月27日）[86]
- 《Storytellers: Hinatazaka46》（2020年12月28日，MTV Japan）[87]

### 廣播節目
- 《櫸坂46 這裡是有樂町星空放送局》（欅坂46 こちら有楽町星空放送局；2016年4月2日 - 2018年9月15日，日本放送） - 不定期演出
- 《AKB48的All Night Nippon 櫸坂46特集》（AKB48のオールナイトニッポン 欅坂46スペシャル；2017年7月19日，日本放送）- 演出成員：高瀨愛奈、齊藤京子、加藤史帆[88]
- 《平假名櫸坂46的All Night Nippon》（けやき坂46のオールナイトニッポン；AKB48的All Night Nippon（日语：AKB48のオールナイトニッポン）特別篇，日本放送）
  - 2018年6月21日 - 演出成員：潮紗理菜、加藤史帆、齊藤京子、佐佐木久美、佐佐木美玲、渡邊美穗[89][90]
  - 2018年12月27日 - 演出成員：井口真緒、潮紗理菜、佐佐木久美[91]
- 《黃昏樂園（日语：ゆうがたパラダイス）》（；2019年4月1日 - 2021年3月15日，NHK-FM頻率） - 星期一時段，與櫸坂46／櫻坂46輪流演出，每次演出人數為兩人
- 《日向坂46的All Night Nippon GOLD（日语：オールナイトニッポンGOLD）》（；2019年4月5日，日本放送） - 演出成員：井口真緒、潮紗理菜、加藤史帆、佐佐木久美、佐佐木美玲[92]
- 《日向坂46的All Night Nippon 0(ZERO)（日语：オールナイトニッポン0(ZERO)）》（；日本放送）
  - 2019年7月20日 - 演出成員：河田陽菜、松田好花、上村日菜乃[93]
  - 2019年10月12日 - 演出成員：潮紗理菜、佐佐木美玲、金村美玖、小坂菜緒[n][94][95]
  - 2020年2月22日 - 演出成員：齊藤京子、東村芽依、丹生明里、渡邊美穗[96]
  - 2020年10月24日 - 演出成員：潮紗理菜、河田陽菜、渡邊美穗[97]
- 《坂道集團的All Night Nippon》（坂道グループのオールナイトニッポン；2019年10月16日，日本放送）- 演出成員：佐佐木久美、松田好花[98]
- 《日向坂46的「日」（日语：日向坂46の「ひ」）》（；2020年4月5日[99] - ，文化放送） - 每集輪替2至3人演出
- 《Belc呈獻 日向坂46的把多餘的事情也做了吧！（日语：ベルク presents 日向坂46の余計な事までやりましょう!）》[100]（；2020年10月2日[99] - 2024年9月27日[101][102]，TOKYO FM）
  - 2020年10月及11月主持：丹生明里
  - 2020年12月及2021年1月主持：金村美玖
  - 2021年2月及3月主持：渡邊美穗
  - 2021年4月起：丹生、金村、渡邊3人輪流主持
  - 2022年7月起：丹生、金村2人輪流主持
  - 2024年5月起：丹生、金村、山下葉留花3人輪流主持
- 《櫻日向Lotti的成長空間廣播（日语：さくらひなたロッチの伸びしろラジオ）》（；2021年3月29日 - ，NHK廣播第1頻率） - 與櫻坂46隔週交替演出，每次兩名成員演出；2023年度（日语：年度）起調整為一名常規演出、一名輪替演出
  - 2023年度常規演出：山口陽世[103]
  - 2024年度常規演出：小西夏菜實[104]
- 《日向戀呈獻 日向坂46松田好花的日向坂高校放送部（日语：ひなこい presents 日向坂46松田好花の日向坂高校放送部）》（；2021年10月2日 - 2023年9月30日，日本放送） - 由松田好花主持，其他成員不定期演出
- 《羅森呈獻 日向坂46的歇一口氣！（日语：ローソン presents 日向坂46のほっとひといき!）》（；2022年4月1日 - ，TOKYO FM） - 由佐佐木美玲、河田陽菜、富田鈴花3人輪替主持

### 廣告
- 集英社 - 秋漫!!2018（秋マン!! 2018；2018年9月）[105][o] - 佐佐木久美、高本彩花、小坂菜緒、松田好花、宮田愛萌
- STRIPE INTERNATIONAL（日语：ストライプインターナショナル） - mechakari（メチャカリ）
  - 2018年10月[106][p] - 平假名櫸坂46
  - 2019年3月「心動了」篇（「キュン」篇）[107][q] - 日向坂46
- CoCo壹番屋咖哩 - CoCoIchi×平假名櫸坂46「CoCoIchi de HAPPY！Campaign」（ここいち de HAPPY！キャンペーン；2018年11月13日－12月26日）[108][r] - 平假名櫸坂46 [s]
- forTUNE Music（2019年2月） [109][o] - 柿崎芽實、加藤史帆、齊藤京子、佐佐木美玲、小坂菜緒、渡邊美穗
- LAWSON - 「FROZEN PARTY」產品大使（「FROZEN PARTY」の商品アンバサダー；2019年6月17日－）[110] - 日向坂46[t]

### 網絡播出
- 《Re:Mind》（2017年10月13日起上架，Netflix） - 較電視台提早一週播出
- 《DASADA》（2020年1月16日起上架，Hulu） - 較電視台提早一週播出
- 《我們是日向坂46，可以耽誤你一點時間嗎？（日语：日向坂46です。ちょっといいですか?）》（；2020年3月14日起上架，光TV（日语：ひかりTV））
- 《成為日向坂吧（日语：日向坂になりましょう）》（；2023年4月26日起上架，Lemino（日语：Lemino）） - 四期生演出

### 舞台劇
- AYUMI（あゆみ；2018年4月20日 - 5月6日，AiiA 2.5 Theater Tokyo（日语：アイアシアタートーキョー）） - 口琴隊：井口真緒、潮紗理菜、加藤史帆、齊藤京子、佐佐木久美、高瀨愛奈、東村芽依、松田好花、宮田愛萌、渡邊美穗[111]／響板隊：柿崎芽實、影山優佳、佐佐木美玲、高本彩花、金村美玖、河田陽菜、小坂菜緒、富田鈴花、丹生明里、濱岸日和[111]
- 魔法紀錄 魔法少女小圓外傳（マギアレコード 魔法少女まどか☆マギカ外伝；2018年8月24日 - 9月9日，TBS赤坂ACT劇場） - 柿崎芽實、佐佐木美玲、富田鈴花、渡邊美穗、潮紗理菜、丹生明里、河田陽菜、齊藤京子、金村美玖、加藤史帆[112]
- Zambi（ザンビ；2018年11月16日 - 11月25日，東京巨蛋城表演廳） - TEAM RED：齊藤京子、小坂菜緒[113]／TEAM BLUE：柿崎芽實、加藤史帆[113]
- Zambi～Theater's end～（ザンビ〜Theater's end〜；2019年2月7日 - 17日，天王洲 銀河劇場（日语：天王洲 銀河劇場）） - TEAM BLACK：潮紗理菜[114]／TEAM YELLOW：松田好花[114]／TEAM GREEN：佐佐木久美[114]
- 百合與薔薇（百合と薔薇；朗讀劇，2019年6月5日 - 6月16日，品川王子大飯店 Club eX） - 佐佐木美玲（6月5日）／松田好花（6月10日）[115]

### 遊戲
- 日向的足跡（2017年10月18日 - ，enish（日语：enish））[116]
- 殘美 THE GAME（2019年5月15日 - 2021年1月28日，gumi）[117]（登場成員:潮紗理菜、加藤史帆、齊藤京子、佐佐木久美、小坂菜緒、松田好花）
- UNI'S ON AIR（日语：ユニゾンエアー）（2019年9月24日 - ，Akatsuki（日语：アカツキ (ゲーム会社)））[118]
- 日向坂46與不可思議的圖書室（日语：日向坂46とふしぎな図書室）（2021年2月25日 - ，Sony Music Solutions（日语：ソニー・ミュージックソリューションズ））[119]
- 日向戀（日语：ひなこい）（2020年11月18日 - ，10ANTZ）[120]

### 電影
- 《第三年的出道（日语：3年目のデビュー）》（；2020年8月7日上映，TBS、kiguu（日语：キグー）） - 紀錄片[121]
- 《希望與絕望 眼淚無人知曉（日语：希望と絶望 その涙を誰も知らない）》（；2022年7月8日上映，TBS、kiguu） - 紀錄片[122][123]
- 《全部 of 東京（日语：ゼンブ・オブ・トーキョー）》（；預定2024年10月25日上映，GAGA（日语：ギャガ）） - 4期生主演[124]

## 書籍

### 寫真集
- 日向坂46首本寫真集 站著划（日向坂46ファースト写真集 立ち漕ぎ；2019年8月28日，新潮社）[125][126][127][128] - ISBN 978-4103527817
- 日向撮 VOL.01（2021年4月27日，講談社）[129][130][131]

### 雜誌連載
- FRIDAY（2019年11月15日 - ，講談社）- 專欄「日向撮」[132]

### 相關刊物
- 日經娛樂！（日經BP（日语：日経BP））
  - 日向坂46 Special（2019年12月25日）[133][134]
  - 日向坂46 Special 2023（2023年10月26日，日經BP）[135][136]
- 日向坂46新聞（體育日本新聞社）
  - 創刊號（2020年1月31日）[137]
  - 2021年冬號（2021年1月28日）[138]
  - 2021年秋號（2021年10月12日）[139]
  - 2022年春號（2022年5月25日）[140]
  - 2023年春號（2023年3月28日）[141]
  - 2024年春號（2024年4月4日〈予定〉）[142]
- 日向坂46故事（日语：日向坂46ストーリー）（；2020年3月25日，集英社）[143][144]
- H46 MODE vol.1（2024年3月19日，光文社）[145][146][147]

## 演唱會

### 平假名櫸坂46公演
- 平假名全國巡演2017（ひらがな全国ツアー2017）[148]
  - 2017年3月21、22日：東京Zepp Tokyo[149]
  - 2017年5月31日：大阪Zepp Namba[150]
  - 2017年7月6日：名古屋Zepp Nagoya[151]
  - 2017年9月26日：札幌Zepp Sapporo[152]
  - 2017年11月6日：福岡太陽宮[153]
  - 2017年12月12、13日：幕張展覽館活動大廳[154]
- 平假名櫸坂46·日本武道館3Days（けやき坂46(ひらがなけやき)・日本武道館3Days）：2018年1月30日至2月1日，東京日本武道館[155]
- 起跑的瞬間巡演2018（走り出す瞬間ツアー2018）[156][157][158]
  - 2018年6月4、5、6日：Pacifico橫濱國立大廳
  - 2018年6月13日：東京國際論壇
  - 2018年6月27、28日：大阪節慶音樂廳（日语：フェスティバルホール）
  - 2018年7月2、3日：名古屋國際會議場世紀廳
  - 2018年7月9、10日：幕張展覽館活動大廳
- 平假名櫸坂46 平假名聖誕2018（けやき坂46　ひらがなくりすます2018）：2018年12月11、12、13日，東京日本武道館[159]

### 日向坂46公演
- 日向坂46出道倒數公演（日向坂46 デビューカウントダウンライブ）：2019年3月5、6日，橫濱體育館[160]
- MTV LIVE PREMIUM:日向坂46 -1st Story-：2019年3月14日，東京Zepp Tokyo[84]
- 日向坂46第3張單曲發售紀念單獨公演（日向坂46 3rdシングル発売記念ワンマンライブ）：2019年9月26日，埼玉超級競技場[161][162]
- 日向聖誕2019 ～17人的聖誕老人與天空的聖誕節～（日语：ひなくり）：2019年12月17、18日，幕張展覽館國際展覽大廳4～6號廳[163]
- 日向坂46 x DASADA LIVE&FASHION SHOW：2020年2月4、5日，橫濱體育館
- 春之全國體育館巡演2020（春の全国アリーナツアー2020）（取消）[164][165]
  - 2020年3月18、19日 → 6月10、11日 → 11月25、26日：廣島太陽廣場（日语：広島サンプラザ）表演廳[166]
  - 2020年3月31日、4月1日 → 10月28、29日：福岡海洋展覽館（日语：マリンメッセ福岡）
  - 2020年4月10、11、12日 → 10月7、8、9日：丸善Intec競技場大阪（日语：大阪市中央体育館）
  - 2020年5月8、9日 → 10月22、23日：G展覽館群馬（日语：Gメッセ群馬）
  - 2020年5月12、13、14日 → 11月6、7、8日：PIA Arena MM（日语：ぴあアリーナMM）
- 日向坂46出道1周年紀念 Special Talk & Live!（日语：ひな誕祭）：2020年3月31日，無觀眾線上直播
- HINATAZAKA46 Live Online, YES！with YOU！～『22人』的樂隊與奇特的夥伴們～（HINATAZAKA46 Live Online, YES！with YOU！ 〜“22人”の音楽隊と風変わりな仲間たち〜）：2020年7月31日，無觀眾線上收費直播[167][168][169]
- 日向坂46 x DASADA Fall&Winter Collection ：2020年10月15日，無觀眾線上收費直播
- 日向聖誕2020 ～鬼屋飯店跟22人的聖誕老人～（日语：ひなくり）：2020年12月6 - 7日 → 2020年12月24日，東京巨蛋 → 無觀眾線上收費直播[164][170]
- 日向坂46 出道2周年紀念 Special 2days （日向坂46　デビュー2周年記念　Special 2days）
  - ～春之大Unit祭 「太陽公公 Best Playlist 2021」～ （～春の大ユニット祭り“おひさまベスト・プレイリスト2021”〜）：2021年3月26日，無觀眾線上直播
  - ～MEMORIAL LIVE：第2次的日向誕祭～（日语：ひな誕祭） [u]：2021年3月27日，線上收費直播，另設現場觀眾席[v]
- W-KEYAKI FES. 2021（日语：W-KEYAKI FES. 2021）[172]
  - 第二場公演／2021年7月10日：富士急樂園Conifer Forest（日语：コニファーフォレスト）溜冰場，日向坂46單獨公演
  - 第三場公演／2021年7月11日：富士急樂園Conifer Forest溜冰場，日向坂46及櫻坂46共同公演
- 日向坂46體育館巡演「全國太陽公公化計畫2021」（日语：日向坂46 アリーナツアー「全国おひさま化計画 2021」）[173][174]
  - 2021年9月15、16日：廣島綠色競技場（日语：広島県立総合体育館）
  - 2021年9月26、27日：福岡海洋展覽館（日语：マリンメッセ福岡）
  - 2021年9月29、30日：大阪城展演廳
  - 2021年10月7、8日：積水家屋超級競技場（日语：宮城県総合運動公園総合体育館）
  - 2021年10月13、14、15日：東京花園劇場（日语：東京ガーデンシアター）
  - 2021年10月19、20日：日本礙子會館（日语：名古屋市総合体育館）
- 日向坂46 冬之大分組祭”X’mas特集”（日向坂46 冬の大ユニット祭り”X’masスペシャル”）：2021年12月22日，幕張展覽館國際展覽大廳9號廳[175]
- 日向聖誕2021（日语：ひなくり）：2019年12月24、25日，東京巨蛋[170] → 幕張展覽館國際展覽大廳9～11號廳[176]
- 3周年紀念MEMORIAL LIVE ～第3次的日向誕祭～（3周年記念MEMORIAL LIVE ～3回目のひな誕祭～）：2022年3月30、31日，東京巨蛋[177][178]
- 日向坂46 渡邊美穗畢業典禮（日向坂46 渡邉美穂 卒業セレモニー）：2022年6月28日，東京國際論壇 Hall A[179]
- W-KEYAKI FES. 2022（日语：W-KEYAKI FES. 2022）[180]
  - 第一場公演／2022年7月21日：富士急樂園Conifer Forest（日语：コニファーフォレスト），日向坂46單獨公演
  - 第三場公演／2022年7月23日：富士急樂園Conifer Forest，日向坂46單獨公演
- 日向坂46體育館巡演「Happy Smile Tour 2022」[181][182]
  - 2022年9月10、11日：AICHI SKY EXPO（日语：愛知県国際展示場）
  - 2022年9月17、18日：神戶國際會館（日语：ワールド記念ホール）
  - 2022年10月17、18日：PIA Arena MM（日语：ぴあアリーナMM）
  - 2022年11月12、13日：國立代代木競技場第一體育館
- 日向聖誕2022：2022年12月17、18日，有明體育館
- 日向坂46 4期生招待會：2023年2月11、12日，幕張展覽館
- 第4次的日向誕祭（日语：ひな誕祭）：2023年4月1、2日，橫濱球場
- 日向坂46 影山優佳畢業典禮（日向坂46 影山優佳 卒業セレモニー）：2023年7月19日，東京國際論壇 Hall A[183]
- Happy Train Tour 2023[184][185][186]
  - 2023年8月30、31日：大阪城展演廳
  - 2023年9月12、13日：橫濱體育館
  - 2023年9月23、24日：日本礙子會館
  - 2023年10月6、7日：積水家屋超級競技場
  - 2023年10月14、15日：福岡海洋展覽館
  - 2023年12月9、10日：K Arena橫濱（追加場次；9日公演同時為潮紗理菜畢業典禮）[186]
- 新參者 in TOKYU KABUKICHO TOWER[w][187][188]
  - 2023年11月3日：13:00、18:00場次
  - 2023年11月4日：13:00、18:00場次
  - 2023年11月14日：18:30場次
  - 2023年11月16日：18:30場次
  - 2023年11月18日：13:00、18:00場次
  - 2023年11月29日：18:30場次
  - 2023年11月30日：18:30場次
- 齊藤京子畢業演唱會（齊藤京子卒業コンサート）：2024年4月5日，橫濱球場[189][190]
- 第5次的日向誕祭（日语：ひな誕祭）：2024年4月6、7日，橫濱球場[191][192]
- 第11張單曲 平假名日向坂46公演（11th Single ひなた坂46 LIVE）：2024年7月3、4日，Pacifico橫濱國立大廳；4日公演同時為高本彩花畢業典禮[193]
- 日向Fes2024（ひなたフェス2024）：預定2024年9月7、8日，日向宮崎縣綜合運動公園（日语：宮崎県総合運動公園）[194]
- 第12張單曲 平假名日向坂46公演（12th Single ひなた坂46 LIVE）：2024年10月23、24日，橫濱體育館[195][196]
- Happy Magical Tour 2024[197][198]
  - 2024年11月19、20日：神戶國際會館
  - 2024年12月4、5日：福岡海洋展覽館A館；5日公演同時為濱岸日和畢業典禮[199]
  - 2024年12月10、11日：港口展覽館名古屋 第1展覽館（日语：名古屋市国際展示場）
  - 2024年12月25、26日：東京巨蛋；25日公演同時為加藤史帆畢業典禮[200]
- 丹生明里畢業典禮：2024年11月30日、12月1日，PIA Arena MM[201][202]
- 東村芽依畢業典禮：2025年1月25日，幕張展覽館 幕張Event Hall[203][204]
- 第6次的日向誕祭（日语：ひな誕祭）：2025年4月5、6日，橫濱球場；5日公演同時為佐佐木美玲畢業典禮、6日公演同時為佐佐木久美畢業典禮[205][206][207][208][209][210]
- 第13張單曲 平假名日向坂46公演（13th Single ひなた坂46 LIVE）：2024年4月30日、5月1日（預定），幕張展覽館 幕張Event Hall；1日公演同時為高瀨愛奈畢業典禮[211][212]
- 日向坂46 5期生招待會（五期生「おもてなし会」）：2025年5月27日（預定），國立代代木競技場第一體育館[213][214]
- BRAND NEW LIVE 2025 「OVER THE RAINBOW」：2025年5月28、29日（預定），國立代代木競技場第一體育館[215]

### 參與演出
- 《LIVE MONSTER LIVE 2018》（2018年7月7日，幕張展覽館活動大廳）
- 《音樂之日 2018》（2018年7月14日）
- 《櫸共和國 2018》第3日公演（2018年7月22日，富士急高原樂園）[216]
- 《SUNNY TRAIN REVUE 2018 〜電視節了！》（2018年7月28日，岩見澤公園（日语：いわみざわ公園）野外音樂堂KITAON）
- 《TOKYO IDOL FESTIVAL 2018》（2018年8月3日，台場）
- 《朝日電視台・六本木新城 夏祭 SUMMER STATION》（2018年8月20日，六本木新城）
- 《TGC KITAKYUSHU 2018》（2018年10月6日，西日本綜合展示場新館（日语：西日本総合展示場））
- 《Hot Stuff Promotion 40th Anniversary MASAKA Mutation of POP・KYARY PAMYU PAMYU×平假名櫸坂46》（2018年10月26日，日本武道館）
- 《Livejack SPECIAL 2018》（2018年11月24日，大阪城音樂廳）
- 《AGESTOCK2018》（2018年12月2日，東京巨蛋城）
- 《2018 Mnet Asian Music Awards》（2018年12月10日，首爾東大門設計廣場）
- 《日本放送 ALL NIGHT NIPPON presents ALL LIVE NIPPON 2019》（2019年1月19日，橫濱體育館）

## 獎項
| 年份 | 獎項 |
| ---- | --- |
| 2018 | - 2018年Mnet亚洲音乐大奖 - 最佳亚洲新人奖：平假名榉坂46 |
| 2019 | - 2019MTV日本音樂錄影帶大獎 - 最佳編舞獎：日向坂46《心動了》 - 第61屆日本唱片大獎 - 優秀作品獎：日向坂46《Do Re Mi Sol La Si Do》 - LINE NEWS Presents「NEWS AWARDS 2019」- 偶像部門獎：日向坂46 - [Yahoo!搜尋大獎] 错误：{{Lang}}：无效参数：\|3=（帮助）2019 - 個人類別 - 偶像部門獎：日向坂46 |

### 線上資料
1. ↑  . ORICON STYLE (Oricon). 2015-11-30  [2015-11-30]. （原始内容存档于2018-06-12） （日语）.
2. ↑  . 櫸坂46官方網站. 2015-11-30  [2018-03-17]. （原始内容存档于2017-12-24） （日语）.
3. ↑  . ライブドアニュース. 2018-12-14  [2019-02-12]. （原始内容存档于2019-04-28） （日语）.
4. ↑   [「日向坂46」電撃改名時成員大興奮　齊藤京子美夢成真「會賭上生命努力」]. ORICON NEWS (oricon ME inc.). 2019-02-11  [2019-02-11]. （原始内容存档于2019-02-11） （日语）.
5. ↑   [平假名櫸坂46變為日向坂46，因改名&單獨出道而喜悅爆發「想有自信地活動」]. 音樂Natalie (Natasha, Inc.). 2019-02-11  [2019-02-11]. （原始内容存档于2019-02-11） （日语）.
6. ↑   [平假名櫸坂46，電撃改名而落淚…變為「日向坂46」！團體代表色為「天空色」]. modelpress (Netnative Inc.). 2019-02-11  [2019-02-11]. （原始内容存档于2019-02-11） （日语）.
7. ↑  . スポーツ報知. 報知新聞社. 2019-02-11  [2019-02-11]. （原始内容存档于2019-02-12） （日语）.
8. ↑  . nikkansports.com (日刊體育新聞社).   [2019-02-11]. （原始内容存档于2020-11-07） （日语）.
9. ↑  . Sponichi Annex (體育日本新聞社). 2019-02-11  [2019-03-07]. （原始内容存档于2019-03-07） （日语）.
10. ↑  . modelpress (Netnative Inc.). 2019-02-11  [2019-03-07]. （原始内容存档于2019-02-22） （日语）.
11. ↑  日向坂46 Happy Smile Tour 2022 SPECIAL SITE
12. ↑  日向坂46「Happy Train Tour 2023」SPECIAL SITE
13. ↑  日向坂46「Happy Magical Tour 2024」SPECIAL SITE
14. ↑   [日向坂46活躍於綜藝的秘密「壓倒性的實力與謙虛」]. modelpress (Netnative Inc.). 2021-04-27  [2019-03-07]. （原始内容存档于2021-05-01） （日语）.
15. ↑   [「拍出來的東西夠嗆」日向坂46的綜藝能力之高受到好評　「完全無視成員的抱怨」的方式引起笑果]. Enta MEGA. 2019-11-28  [2021-06-02]. （原始内容存档于2021-06-02） （日语）.
16. ↑  . 日刊大眾 (雙葉社). 2020-09-09  [2021-05-31]. （原始内容存档于2021-05-31） （日语）.
17. ↑  .   [2023-09-02]. （原始内容存档于2023-09-02）.
18. 1 2  . 日向坂46公式サイト.   [2019-04-18]. （原始内容存档于2020-11-27） （日语）.
19. ↑  . 日向坂46官方網站.   [2022-04-26]. （原始内容存档于2022-04-26） （日语）.
20. ↑  . 日向坂46官方網站 (Seed & Flower合同會社). 2025-08-04  [2025-08-04]. （原始内容存档于2025-08-04） （日语）.
21. ↑  . ORICON NEWS. 2018-05-22. （原始内容存档于2020-11-25） （日语）.
22. ↑  . ORICON NEWS. 2025-03-07  [2025-03-07]. （原始内容存档于2025-03-07） （日语）.
23. ↑  心動了（Type B CD+DVD） （页面存档备份，存于）－台灣索尼音樂JPOP官方臉書
24. ↑  . 日向坂46官方網站 (Seed & Flower合同會社). 2025-04-07  [2025-04-07]. （原始内容存档于2025-04-14） （日语）.
25. 1 2   [柿崎芽實畢業相關事項公告]. 日向坂46營運委員會. 2019-08-10  [2019-08-10]. （原始内容存档于2019-08-10） （日语）.
26. ↑   [造成大家的困擾深感抱歉。]. 井口真緒官方部落格. 日向坂46. 2019-09-08  [2019-09-23]. （原始内容存档于2019-09-23） （日语）.
27. ↑   [關於井口真緒的通知]. 日向坂46官方網站. 日向坂46. 2020-02-128  [2020-02-13]. （原始内容存档于2021-01-08） （日语）.
28. ↑  . 日向坂46公式サイト.   [2022-04-03]. （原始内容存档于2022-04-03） （日语）.
29. ↑  . modelpress. 2022-09-01  [2022-09-01]. （原始内容存档于2022-09-27） （日语）.
30. ↑  . 日向坂46公式サイト.   [2022-09-07]. （原始内容存档于2022-09-07） （日语）.
31. ↑  . 日向坂46公式サイト.   [2023-02-17]. （原始内容存档于2023-02-17） （日语）.
32. ↑  . 日向坂46公式サイト.   [2023-12-07]. （原始内容存档于2023-12-07） （日语）.
33. ↑  . 日向坂46官方網站 (Seed & Flower合同會社). 2023-09-14  [2023-09-15]. （原始内容存档于2023-10-13） （日语）.
34. ↑  . 日向坂46官方網站 (Seed & Flower合同會社). 2024-01-11  [2024-01-20]. （原始内容存档于2024-01-11） （日语）.
35. ↑  . ORICON NEWS (oricon ME). 2024-03-05  [2024-03-20]. （原始内容存档于2024-03-10） （日语）.
36. ↑  . 日向坂46官方網站 (Seed & Flower合同會社). 2024-03-05  [2024-03-05]. （原始内容存档于2024-03-06） （日语）.
37. 1 2 3 4  . 日向坂46官方網站 (Seed & Flower合同會社). 2024-08-06  [2024-08-06]. （原始内容存档于2024-08-06） （日语）.
38. ↑  丹生明里. . 丹生明理 公式ブログ. 日向坂46公式サイト. 2024-07-31  [2024-07-31]. （原始内容存档于2025-02-01） （日语）.
39. 1 2 3  . 日向坂46官方網站 (Seed & Flower合同會社). 2025-01-06  [2025-01-06]. （原始内容存档于2025-01-06） （日语）.
40. ↑  . 日向坂46官方網站 (Seed & Flower合同會社). 2025-05-03  [2025-05-03]. （原始内容存档于2025-05-03） （日语）.
41. ↑  . ORICON NEWS. 2025-08-05  [2025-08-05] （日语）.
42. 1 2  渡辺彰浩. . Real Sound (blueprint). 2016-09-12  [2016-09-12]. （原始内容存档于2018-08-15） （日语）.
43. ↑   [平假名櫸坂46新成員決定!]. 櫸坂46營運委員會. 2015-05-08  [2016-05-09]. （原始内容存档于2017-01-13） （日语）.
44. ↑  . Sponichi Annex (スポーツニッポン新聞社). 2016-05-11  [2016-05-11]. （原始内容存档于2017-10-09）.
45. ↑  . 欅坂46公式サイト (欅坂46營運委員會). 2017-08-15  [2017-08-15]. （原始内容存档于2020-11-25） （日语）.
46. ↑   [平假名櫸坂46追加成員9員決定!]. 櫸坂46營運委員會. 2017-08-15  [2017-08-15]. （原始内容存档于2020-12-04） （日语）.
47. ↑  . 欅坂46公式サイト (櫸坂46營運委員會). 2017-09-25  [2017-09-25]. （原始内容存档于2020-12-04）.
48. ↑  . ナタリー (ナターシャ). 2018-11-29  [2018-11-29]. （原始内容存档于2018-11-29） （日语）.
49. ↑   [日向坂成員跟蹤被害告白　陸續被寫在網路上　柿崎芽實自演藝界引退]. Sponichi Annex (體育日本). 2019-08-12  [2019-08-12]. （原始内容存档于2019-08-12） （日语）.
50. ↑  . 櫸坂46官方網站.   [2017-06-01]. （原始内容存档于2020-12-01） （日语）.
51. ↑  . SHOWROOM.   [2017-08-15]. （原始内容存档于2020-10-31） （日语）.
52. ↑  . モデルプレス. 2017-08-15  [2017-08-15]. （原始内容存档于2018-06-17） （日语）.
53. ↑  潮紗理菜.  [沈默的戀人啊。]. 日向坂46官方網站. 日向坂46營運委員會. 2017-07-13  [2020-03-15]. （原始内容存档于2021-01-16） （日语）.
54. ↑  . 日刊スポーツ. 2019-04-30  [2020-03-15]. （原始内容存档于2020-10-30） （日语）.
55. ↑  . Real Sound. 2019-10-03  [2020-03-15]. （原始内容存档于2021-02-25） （日语）.
56. ↑  佐佐木美玲.  [這是初次]. 日向坂46官方網站. 日向坂46營運委員會. 2019-03-25  [2021-10-01]. （原始内容存档于2021-08-31） （日语）.
57. ↑  高本彩花.  [彩芽醬]. 日向坂46官方網站. 日向坂46營運委員會. 2017-12-18  [2021-10-01]. （原始内容存档于2021-12-18） （日语）.
58. ↑  . Oricon News. 2020-12-23  [2021-10-02]. （原始内容存档于2021-06-28） （日语）.
59. ↑  . Real Sound. 2021-10-23  [2021-12-12]. （原始内容存档于2021-10-26） （日语）.
60. ↑  . 2018-03-02  [2020-03-15]. （原始内容存档于2021-01-20） （日语）.
61. ↑  . 音樂natalie. 2019-02-04  [2020-03-15]. （原始内容存档于2020-11-27） （日语）.
62. ↑  . 台灣索尼音樂JPOP臉書專頁. 2019-03-26  [2019-03-26]. （原始内容存档于2019-03-31） （中文（臺灣））.
63. ↑  . 台灣索尼音樂JPOP臉書專頁. 2019-04-16 （中文（臺灣））.
64. ↑  . 台灣索尼音樂JPOP臉書粉絲團. 2019-04-18  [2019-04-18] （中文（臺灣））.
65. ↑   [日向坂46「Fa從世界上消失了!?」 第2張單曲「Do Re Mi Sol La Si Do」於7月17日發行]. ORICON NEWS (oricon ME inc.). 2019-05-31  [2019-06-01]. （原始内容存档于2019-06-01） （日语）.
66. ↑   [日向坂46的第2張單曲《Do Re Mi Sol La Si Do》決定於7月17日(週三)發行！！]. 日向坂46官方網站. 日向坂46營運委員會. 2019-05-31  [2019-06-01]. （原始内容存档于2019-06-01） （日语）.
67. ↑  . 台灣索尼音樂JPOP臉書專頁. 2019-07-24  [2019-07-24]. （原始内容存档于2019-08-16） （中文（臺灣））.
68. ↑  . 日向坂46官方網站. 日向坂46營運委員會. 2019-09-02  [2019-09-03]. （原始内容存档于2019-09-03） （日语）.
69. ↑  . 台灣索尼音樂JPOP臉書粉絲團. 2019-10-17  [2019-10-18] （中文（臺灣））.
70. ↑  . 台灣索尼音樂JPOP臉書粉絲團. 2020-05-21  [2020-05-21] （中文（臺灣））.
71. ↑  . 日向坂46官方網站. Seed & Flower.   [2024-03-06]. （原始内容存档于2024-03-06） （日语）.
72. ↑  平假名櫸坂46第一張專輯《起跑的瞬間》特設網站 （页面存档备份，存于）（日語）
73. ↑  . 台灣索尼音樂JPOP臉書專頁. 2018-07-05  [2019-04-16]. （原始内容存档于2019-04-23） （中文（臺灣））.
74. ↑  . 台灣索尼音樂JPOP臉書專頁. 2020-12-28 （中文（臺灣））.
75. ↑  . 台灣索尼音樂官方網站. 2021-01-11  [2021-01-11]. （原始内容存档于2021-01-16） （中文（臺灣））.
76. ↑  . 音樂natalie (Natasha Inc.).   [2021-03-22]. （原始内容存档于2021-05-09） （日语）.
77. ↑  . www.m-on-music.jp. 2021-06-01  [2021-06-01]. （原始内容存档于2021-10-20） （日语）.
78. ↑  . 音樂natalie (Natasha Inc.). 2021-08-02  [2021-08-02]. （原始内容存档于2021-10-19） （日语）.
79. ↑  . modelpress (Netnative Inc.). 2022-04-13  [2022-04-26]. （原始内容存档于2022-04-16） （日语）.
80. ↑  . M-ON! Press (エムオン・エンタテインメント). 2017-08-29  [2017-08-30]. （原始内容存档于2021-04-10） （日语）.
81. ↑  . マイナビニュース (マイナビ). 2017-09-25  [2017-10-03]. （原始内容存档于2017-09-26） （日语）.
82. ↑   [日向坂46，確定主演成員全體演出的電視劇「DASADA」　同時舉辦異業合作活動〈成員評論〉]. modelpress (Netnative Inc.). 2019-12-17  [2019-12-19]. （原始内容存档于2019-12-19） （日语）.
83. ↑   [日向坂46繼「DASADA」之後戲劇新作決定　以聲優為目標之夢與挑戰的故事＜聲春！＞]. modelpress (Netnative Inc.). 2021-03-27  [2021-04-06]. （原始内容存档于2021-04-06） （日语）.
84. 1 2  . 日向坂46官方網站. 2019-02-15  [2019-04-07]. （原始内容存档于2020-12-02） （日语）.
85. ↑  . billboardjapan (ビルボードジャパン). 2019-03-14  [2019-03-14]. （原始内容存档于2020-12-10） （日语）.
86. ↑  . 日向坂46官方網站. 2021-02-25  [2021-03-28]. （原始内容存档于2021-02-25） （日语）.
87. ↑  . 日向坂46官方網站. 2020-12-14  [2021-03-28]. （原始内容存档于2021-01-13） （日语）.
88. ↑  . allnightnippon.com. 日本放送. 2017-07-19  [2020-10-18]. （原始内容存档于2020-02-18） （日语）.
89. ↑  . allnightnippon.com. 日本放送. 2018-06-13  [2019-02-12]. （原始内容存档于2018-06-16） （日语）.
90. ↑  . allnightnippon.com. 日本放送. 2018-06-27  [2019-02-12]. （原始内容存档于2019-02-12） （日语）.
91. ↑  . allnightnippon.com. 日本放送. 2018-12-25  [2019-02-12]. （原始内容存档于2018-12-25） （日语）.
92. ↑  . 日向坂46官方網站. 2019-04-04  [2019-04-07]. （原始内容存档于2020-12-02） （日语）.
93. ↑   [日向坂46，第二次的冠名廣播節目決定！]. allnightnippon.com. 日本放送. 2019-07-09  [2019-07-13]. （原始内容存档于2019-07-11） （日语）.
94. ↑   [「日向坂46的All Night Nippon 0(ZERO)」10月12日播出決定！]. allnightnippon.com. 日本放送. 2019-07-09  [2019-10-24]. （原始内容存档于2019-10-24） （日语）.
95. ↑   [10月12日(六)27:00～日本放送「日向坂46的All Night Nippon 0(ZERO)」由潮紗理菜、佐佐木美玲、金村美玖、小坂菜緒出演！]. 日向坂46官方網站. 日向坂46營運委員會. 2019-10-01  [2019-10-24]. （原始内容存档于2019-10-24） （日语）.
96. ↑   [「日向坂46的All Night Nippon 0(ZERO)」決定於2月22日播出！]. allnightnippon.com. 日本放送. 2020-02-12  [2020-02-21]. （原始内容存档于2020-02-21） （日语）.
97. ↑   [10月24日(六)27:00～日本放送「日向坂46的All Night Nippon 0(ZERO)」由潮紗理菜、河田陽菜、渡邊美穗出演！]. 日向坂46官方網站. 日向坂46營運委員會. 2020-10-23  [2020-10-25]. （原始内容存档于2020-10-25） （日语）.
98. ↑  . allnightnippon.com. 日本放送. 2019-10-23  [2020-10-18]. （原始内容存档于2020-08-10） （日语）.
99. 1 2   [日向坂46第一個冠名常規廣播節目決定！文化放送《日向坂46的「日」》自4月5日(日)起播出！]. 日向坂46官方網站. 日向坂46營運委員會. 2020-03-19  [2020-03-24]. （原始内容存档于2020-03-24） （日语）.
100. ↑   [10月2日20:00起 新節目 TOKYO FM Belc呈獻 《日向坂46 把多餘的事情也做了吧！》啟播]. 日本放送. 2020-09-25  [2020-10-18]. （原始内容存档于2020-10-03） （日语）.
101. ↑  . 日刊スポーツ (日刊スポーツNEWS). 2024-09-14  [2024-09-14]. （原始内容存档于2024-09-14）.
102. ↑  日向坂46の 『余計な事までやりましょう！』 [@yokei_tfm].  (推文). 2024-09-13  [2024-09-13] –Twitter （日语）.
103. ↑  . 日向坂46 公式サイト. Seed & Flower. 2023-04-03  [2023-04-07]. （原始内容存档于2023-11-04） （日语）.
104. ↑  . 日向坂46 公式サイト. Seed & Flower. 2024-04-01  [2024-04-01]. （原始内容存档于2024-04-08） （日语）.
105. ↑  . 櫸坂46官方網站. 2018-09-10  [2019-04-07]. （原始内容存档于2020-12-04） （日语）.
106. ↑  . 櫸坂46官方網站. 2018-10-19  [2019-04-07]. （原始内容存档于2020-12-04） （日语）.
107. ↑  . 日向坂46官方網站. 2019-03-22  [2019-04-07]. （原始内容存档于2020-12-02） （日语）.
108. ↑  . カレーハウスCoCo壱番屋.   [2019-02-11]. （原始内容存档于2020-11-10） （日语）.
109. ↑  . 櫸坂46官方網站.   [2019-02-27]. （原始内容存档于2020-12-04） （日语）.
110. ↑  . 日向坂46官方網站. 2019-06-17  [2019-06-17]. （原始内容存档于2020-12-02） （日语）.
111. 1 2  . 日刊スポーツ (日刊スポーツ新聞社). 2018-03-24  [2018-03-24]. （原始内容存档于2020-10-31） （日语）.
112. ↑  . TBSテレビ：TBS赤坂ACTシアター.   [2018-07-28]. （原始内容存档于2018-07-27）.
113. 1 2  . ナタリー (ナターシャ). 2018-11-16  [2018-11-16]. （原始内容存档于2020-10-19）.
114. 1 2 3  . 音楽ナタリー (ナターシャ). 2018-12-27  [2019-01-15]. （原始内容存档于2020-10-19） （日语）.
115. ↑  . 日向坂46官方網站. 日向坂46營運委員會. 2019-05-16  [2019-05-16]. （原始内容存档于2020-12-02） （日语）.
116. ↑  船津稔. . GAME Watch (インプレス). 2017-07-24  [2017-07-24]. （原始内容存档于2019-10-24） （日语）.
117. ↑  . Appliv Games (ナイル). 2020-01-10  [2020-10-10]. （原始内容存档于2021-01-19） （日语）.
118. ↑  . music.jpニュース (株式会社エムティーアイ). 2019-09-25  [2019-10-24]. （原始内容存档于2019-10-02） （日语）.
119. ↑  . M-ON! MUSIC. 2020-10-10  [2020-10-24]. （原始内容存档于2020-11-19） （日语）.
120. ↑  . Pop'n'Roll (JAPAN MUSIC NETWORK,Inc.). 2020-10-23  [2020-10-24]. （原始内容存档于2020-11-01） （日语）.
121. ↑  [.   [2020-03-04]. （原始内容存档于2020-03-24）. ]
122. ↑  . nikkansports.com (日刊スポーツNEWS). 2022-05-31  [2022-05-31]. （原始内容存档于2022-05-31） （日语）.
123. ↑  . 日向坂46 公式サイト. Seed & Flower. 2022-04-20  [2022-04-20]. （原始内容存档于2022-05-01） （日语）.
124. ↑  . 映画ナタリー (ナターシャ).   [2024-08-01]. （原始内容存档于2024-12-26） （日语）.
125. ↑   [日向坂46寫真集的封面解禁　在沖繩抓到天晴的空檔取景「奇蹟的一枚」]. ORICON NEWS (oricon ME inc.). 2019-07-25  [2019-08-06]. （原始内容存档于2019-08-06） （日语）.
126. ↑   [日向坂46・第一本寫真集，書名為「站著划」　“奇蹟的一枚”封面也解禁]. modelpress (Netnative Inc.). 2019-07-25  [2019-08-06]. （原始内容存档于2019-08-06） （日语）.
127. ↑  . モデルプレス (ネットネイティブ). 2021-05-16  [2024-02-14]. （原始内容存档于2023-04-05）.
128. ↑  . nikkansports.com (日刊スポーツNEWS). 2019-10-24  [2024-02-14]. （原始内容存档于2024-01-17）.
129. ↑  日経エンタテインメント！ 日向坂46 Special 2019.
130. ↑  . 日向坂46 公式サイト. Seed & Flower. 2019-12-27  [2020-01-10]. （原始内容存档于2023-09-06）.
131. ↑  日経エンタテインメント！ 日向坂46 Special 2023.
132. ↑  . ORICON NEWS (oricon ME). 2023-10-26  [2024-02-15]. （原始内容存档于2024-02-15）.
133. ↑  . スポニチアネックス (スポーツニッポン新聞社). 2020-01-30  [2020-05-18]. （原始内容存档于2024-01-26）.
134. ↑  . M-ON! Press. エムオン・エンタテインメント. 2021-01-14  [2021-09-10]. （原始内容存档于2021-09-10）.
135. ↑  . RBB TODAY. イード. 2021-10-02  [2024-02-15]. （原始内容存档于2024-03-01）.
136. ↑  . RBB TODAY. イード. 2022-05-11  [2024-02-15]. （原始内容存档于2024-02-15）.
137. ↑  . RBB TODAY. イード. 2023-03-11  [2024-02-15]. （原始内容存档于2023-10-27）.
138. ↑  . RBB TODAY. 2024-03-11  [2024-03-20]. （原始内容存档于2024-04-03）.
139. ↑  日向坂46ストーリー 2020
140. ↑  . 毎日新聞. 2017-12-13  [2017-12-14]. （原始内容存档于2017-12-14） （日语）.
141. ↑  . 欅坂46運営委員会.   [2019-02-12]. （原始内容存档于2019-04-06） （日语）.
142. ↑  . 欅坂46運営委員会.   [2019-02-12]. （原始内容存档于2020-12-04） （日语）.
143. ↑  . 欅坂46運営委員会.   [2019-02-12]. （原始内容存档于2020-12-04） （日语）.
144. ↑  . 欅坂46運営委員会.   [2019-02-12]. （原始内容存档于2020-10-20） （日语）.
145. ↑  . 欅坂46運営委員会.   [2019-02-12]. （原始内容存档于2020-12-04） （日语）.
146. ↑  . 欅坂46運営委員会.   [2019-02-12]. （原始内容存档于2020-12-04） （日语）.
147. ↑  . 欅坂46運営委員会.   [2019-02-12]. （原始内容存档于2020-12-04） （日语）.
148. ↑  . 音樂Natalie (Natasha, Inc.).   [2018-10-15]. （原始内容存档于2019-07-18） （日语）.
149. ↑  . 欅坂46運営委員会.   [2019-02-12]. （原始内容存档于2020-10-24） （日语）.
150. ↑  . 欅坂46運営委員会.   [2019-02-12]. （原始内容存档于2020-12-04） （日语）.
151. ↑  . 欅坂46運営委員会.   [2019-02-12]. （原始内容存档于2020-12-04） （日语）.
152. ↑  . 日向坂46公式サイト. 日向坂46. 2019-02-11  [2019-02-12]. （原始内容存档于2020-12-02）.
153. ↑   [日向坂46新單曲於SSA初披露，將在幕張舉行兩天聖誕公演]. 音樂Natalie (Natasha, Inc.). 2019-11-14  [2019-11-16]. （原始内容存档于2019-11-16） （日语）.
154. ↑   [【日向坂46公演詳細報導】改名後初次單獨演唱會　初次披露新曲《如此喜歡你可以嗎？》　也有驚喜發表＜3單發售紀念單獨公演／歌單＞]. modelpress (Netnative Inc.). 2019-09-27  [2019-11-16]. （原始内容存档于2019-11-16） （日语）.
155. ↑  . 日向坂46官方網站. 2019-11-26  [2019-12-12]. （原始内容存档于2020-12-01） （日语）.
156. 1 2   [2020年3月～5月，全國體育館巡演！ 此外在2020年12月，將於東京巨蛋舉行「日向聖誕2020」！！]. 日向坂46官方網站. 日向坂46營運委員會. 2019-12-18  [2019-12-19]. （原始内容存档于2019-12-19） （日语）.
157. ↑   [日向坂46　春之全國體育館巡演2020～18人的樂隊與奇特的夥伴們～」 廣島公演退款相關通知]. 日向坂46官方網站. 日向坂46. 2020-06-01  [2020-10-19]. （原始内容存档于使用|archiveurl=需要含有|archivedate= (帮助)） （日语）.
158. ↑   [日向坂46　春之全國體育館巡演2020　廣島公演延期、替代場次通知]. 日向坂46官方網站. 日向坂46. 2020-03-06  [2020-03-15]. （原始内容存档于2020-03-19） （日语）.
159. ↑   [日向坂46，影山優佳歸隊後初次現場表演　9・23將發行改名後初專輯]. ORICON NEWS (oricon ME inc.). 2020-07-31  [2020-08-05]. （原始内容存档于2020-12-26） （日语）.
160. ↑   [真的很燃…！很燃！日向坂46，以歌編織故事的22人初次舞台表演]. 音樂Natalie (Natasha, Inc.). 2020-08-01  [2020-08-05]. （原始内容存档于2020-10-30） （日语）.
161. ↑   [日向坂46，無觀眾直播公演以夢幻製造出新感覺　充分運用擴增實境演出與粉絲合為一體＜「HINATAZAKA46 Live Online,YES！with YOU！～『22人』的樂隊與奇特的夥伴們～」詳細報導＞]. modelpress (Netnative Inc.). 2020-07-31  [2020-08-05]. （原始内容存档于2020-10-23） （日语）.
162. 1 2  . 日向坂46官方網站. 2020-10-24  [2020-10-24]. （原始内容存档于2020-11-01） （日语）.
163. ↑  . Bilibili. 2021-03-10  [2021-03-27] （中文（中国大陆））.
164. ↑  . 日向坂46官方網站. Seed & Flower合同會社. 2021-05-29  [2021-05-29]. （原始内容存档于2021-09-05）.
165. ↑   [初次全國體育館巡演決定！]. 日向坂46官方網站. 日向坂46營運委員會. 2021-07-10  [2021-07-17]. （原始内容存档于2021-07-17） （日语）.
166. ↑   [日向坂46體育館巡演「全國太陽公公化計畫2021」細目決定！　7月31日(六)12:00起歌迷俱樂部先行抽選申請開始！]. 日向坂46官方網站. 日向坂46營運委員會. 2021-07-31  [2021-08-07]. （原始内容存档于2021-07-31） （日语）.
167. ↑  . 日向坂46公式サイト.   [2021-12-04]. （原始内容存档于2021-12-04）.
168. ↑  . 日刊體育 (日刊體育新聞社). 2021-10-20  [2021-10-20]. （原始内容存档于2022-04-11） （日语）.
169. ↑  . 音楽ナタリー (ナターシャ). 2021-12-25  [2021-12-25]. （原始内容存档于2021-12-26）.
170. ↑   [日向坂46，在淚中完成初次東京巨蛋公演　小坂菜緒歸隊、也有驚喜發表…「22人」全員2年3個月所思念的「約束之地」＜附曲目表＞]. modelpress (Netnative Inc.). 2022-04-01  [2022-04-08]. （原始内容存档于2022-04-08） （日语）.
171. ↑   [日向坂46「渡邊美穗畢業典禮」(暫名)決定舉行！　歌迷俱樂部5月14日(六)12:00起優先購票！]. 日向坂46官方網站. Seed & Flower合同會社. 2022-05-14  [2022-10-03]. （原始内容存档于2022-06-05）.
172. ↑  . 日向坂46官方網站. Seed & Flower合同會社. 2022-05-26  [2022-10-03]. （原始内容存档于2022-05-30）.
173. ↑   [日向坂46全國體育館巡演決定！]. 日向坂46官方網站. 日向坂46營運委員會. 2022-07-23  [2022-10-03]. （原始内容存档于2022-07-23） （日语）.
174. ↑   [日向坂46全國體育館巡演(暫名)細目決定！　7月30日(六)12:00起歌迷俱樂部先行抽選申請開始！]. 日向坂46官方網站. 日向坂46營運委員會. 2022-07-30  [2022-10-03]. （原始内容存档于2022-08-07） （日语）.
175. ↑  . modelpress (Netnative Inc.). 2023-05-20  [2023-05-28]. （原始内容存档于2023-05-31） （日语）.
176. ↑  . 日向坂46官方網站.   [2023-12-10]. （原始内容存档于2023-12-12）.
177. ↑  . 日向坂46 公式サイト. Seed & Flower. 2023-06-27  [2023-06-28]. （原始内容存档于2023-09-06）.
178. 1 2  . 日向坂46 公式サイト. Seed & Flower. 2023-09-12  [2023-09-30]. （原始内容存档于2023-10-04）.
179. ↑  . 新参者 in TOKYU KABUKICHO TOWER.   [2023-10-11]. （原始内容存档于2023-11-06）.
180. ↑  . 日向坂46 公式サイト. Seed & Flower. 2023-10-11  [2023-10-11]. （原始内容存档于2023-10-23）.
181. ↑  . 日向坂46 公式サイト. Seed & Flower.   [2024-01-25] （日语）.
182. ↑  . 産経ニュース (産経デジタル). 2024-01-11  [2024-01-25]. （原始内容存档于2024-01-25） （日语）.
183. ↑  . 日向坂46官方網站. Seed & Flower.   [2023-12-10]. （原始内容存档于2023-12-16） （日语）.
184. ↑  . ORICON NEWS (oricon ME inc.). 2023-12-11  [2023-12-11]. （原始内容存档于2023-12-13） （日语）.
185. ↑  . 日向坂46 公式サイト. Seed & Flower.   [2024-04-07]. （原始内容存档于2024-07-14） （日语）.
186. ↑  . 日向坂46 公式サイト. Seed & Flower.   [2024-04-07]. （原始内容存档于2024-08-08） （日语）.
187. ↑  . 日向坂46 公式サイト. Seed & Flower.   [2024-08-30]. （原始内容存档于2025-04-03） （日语）.
188. ↑  . ENTAME next. 徳間書店. 2024-10-25  [2024-11-01].
189. ↑  . 日向坂46 公式サイト. Seed & Flower.   [2024-09-08]. （原始内容存档于2025-03-16）.
190. ↑  . 日刊スポーツ (日刊スポーツNEWS). 2024-09-09  [2024-09-16]. （原始内容存档于2025-04-03）.
191. ↑  濱岸ひより「卒業セレモニー」の実施が決定！ （页面存档备份，存于） - 日向坂46官方網站
192. ↑  加藤史帆「卒業セレモニー」の実施が決定！ - 日向坂46官方網站
193. ↑  . 日向坂46 公式サイト. Seed & Flower.   [2024-12-02]. （原始内容存档于2025-02-14）.
194. ↑  . ORICON NEWS. oricon ME. 2024-12-02  [2024-12-02]. （原始内容存档于2024-12-03）.
195. ↑  . 日向坂46 公式サイト. Seed & Flower.   [2025-01-03]. （原始内容存档于2025-04-03）.
196. ↑  . ORICON NEWS. oricon ME. 2025-01-26  [2025-02-06]. （原始内容存档于2025-04-03）.
197. ↑  . 日向坂46 公式サイト. Seed & Flower.   [2025-01-03]. （原始内容存档于2025-04-09）.
198. ↑  . SPICE. イープラス. 2024-12-27  [2025-01-03]. （原始内容存档于2025-04-15）.
199. ↑  . 日向坂46 公式サイト. Seed & Flower. 2025-02-03  [2025-02-03].
200. ↑  . ORICON NEWS. oricon ME. 2025-02-03  [2025-02-06]. （原始内容存档于2025-04-03）.
201. ↑  . 日向坂46 公式サイト. Seed & Flower. 2025-04-07  [2025-04-11]. （原始内容存档于2025-04-14） （日语）.
202. ↑  . ORICON NEWS (oricon ME). 2025-04-07  [2025-04-12]. （原始内容存档于2025-04-07） （日语）.
203. ↑  .   [2025-04-03]. （原始内容存档于2025-04-03）.
204. ↑  . 日向坂46 公式サイト. Seed & Flower.   [2024-04-19]. （原始内容存档于2025-05-01） （日语）.
205. ↑  . 日向坂46 公式サイト. Seed & Flower.   [2025-04-11]. （原始内容存档于2025-04-17） （日语）.
206. ↑  . ORICON NEWS (oricn ME). 2025-04-05  [2025-04-12]. （原始内容存档于2025-04-07） （日语）.
207. ↑  . 日向坂46 公式サイト. Seed & Flower.   [2025-04-11]. （原始内容存档于2025-05-17） （日语）.
208. ↑  . modelpress (Netnative Inc.). 2018-07-23  [2019-02-12]. （原始内容存档于2019-02-14） （日语）.

### 書目
- 安藤大志郎. . 株式会社マガジンボックス. 2019-04-18: 1–192. ISBN 978-4-86640-092-1 （日语）.
- YOROKOBI / 加藤アラタ (编). . 新潮社. 2019-08-28: 1-176頁. ISBN 978-4-10-352781-7 （日语）.
- 西中賢治. . 週刊プレイボーイ. 集英社. 2020-03-25: 1-368. ISBN 978-4-08-790005-7 （日语）.
- 日向坂46. . FRIDAY. 講談社. 2021-04-27: 1-252. ISBN 978-4-06-523126-5 （日语）.
- . 日経BP. 2018-03-07. ISBN 978-4-822-25724-8 （日语）.
- . 別冊 けやき坂46パーフェクトガイド. 日経BP. 2018-04-04 （日语）.
- . 日経BP. 2019-12-25. ISBN 978-4-296-10524-3 （日语）.
- . 日経BP. 2023-10-26. ISBN 978-4-296-20289-8 （日语）.
- . 光文社. 2024-03-19. ISBN 978-4-334-10255-5 （日语）.

## 外部鏈結
- 官方网站 （日語）
- 日向坂46 （页面存档备份，存于） - 日本索尼音樂官方網站 （日語）
- 平假名櫸坂46 （页面存档备份，存于） - 日本索尼音樂官方網站 （日語）
- 日向坂46的X（前Twitter）（2019年2月11日 - ） （日語）
- YouTube上的日向坂46 OFFICIAL YouTube CHANNEL頻道（2019年3月5日 - ；部分影片僅限日本國內觀賞） （日語）
- 日向坂Channel （页面存档备份，存于）（2023年4月19日 - ；第二官方YouTube頻道） （日語）
- 日向坂46的TikTok
- 日向坂46的SHOWROOM專頁 （日語）
- 日向坂46個人配信專頁 （页面存档备份，存于） - SHOWROOM （日語）
- 日向坂46 1st寫真集『站著划』【官方】的X（前Twitter） （日語）
- 日向坂46 日向撮【官方】的X（前Twitter）（日語）（2019年10月24日 - ）